# NHL (2017/2018)
Sezon NHL 2017/2018 – 100 sezon gry National Hockey League, a 101 jej działalności. Liga powiększona została do 31 zespołów o drużynę Vegas Golden Knights. Zespół występował w Dywizji Pacyfiku Konferencji Zachodniej. Pierwsze mecze sezonu zasadniczego odbyły się 4 października 2017 roku. Sezon zasadniczy zakończył się 8 kwietnia 2018 roku. Walka o Puchar Stanleya rozpoczęła się 11 kwietnia a zakończyła 7 czerwca. Tytuł mistrzowski po raz pierwszy w historii zdobyła drużyna Washington Capitals. 63 Mecz Gwiazd odbył się  w Tampa w dniu 28 stycznia 2018 w formule jak w roku 2017.

## Wydarzenia przedsezonowe

### NHL Entry Draft 2017

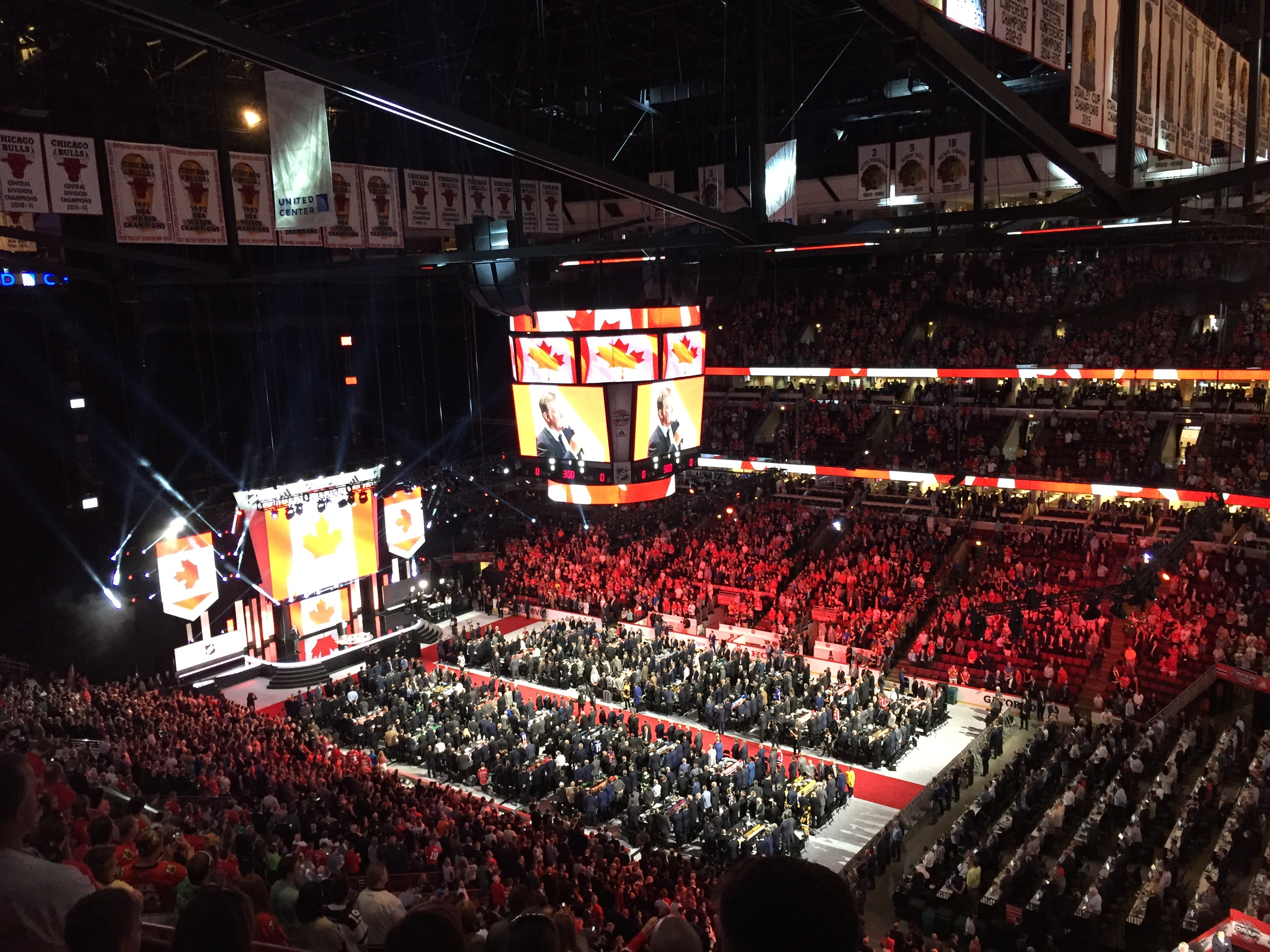
United Center podczas draftu

W dniach 23–24 czerwca 2017 w hali United Center w Chicago (Stany Zjednoczone) odbył się 55 draft w historii. Z numerem jeden został wybrany Szwajcar Nico Hischier przez klub New Jersey Devils, z numerem drugim Kanadyjczyk Nolan Patrick przez Philadelphia Flyers a z numerem trzecim Fin Miro Heiskanen przez Dallas Stars.

### Salary cap
18 czerwca 2017 roku  liga i Stowarzyszenie graczy NHL poinformowały, że prognozowany pułap wynagrodzeń na sezon 2017/2018 wyniesie 75 mln dolarów.

### Mecze przedsezonowe
Od 16 września do 1 października 2017 31 zespołów rozgrywało spotkania kontrolne. Dla propagowania Ligi NHL na świecie 21 i 23 sierpnia Los Angeles Kings i Vancouver Canucks rozegrały spotkania w Szanghaju i Pekinie.

## Sezon regularny
Sezon regularny rozpoczął się 4 października 2017.

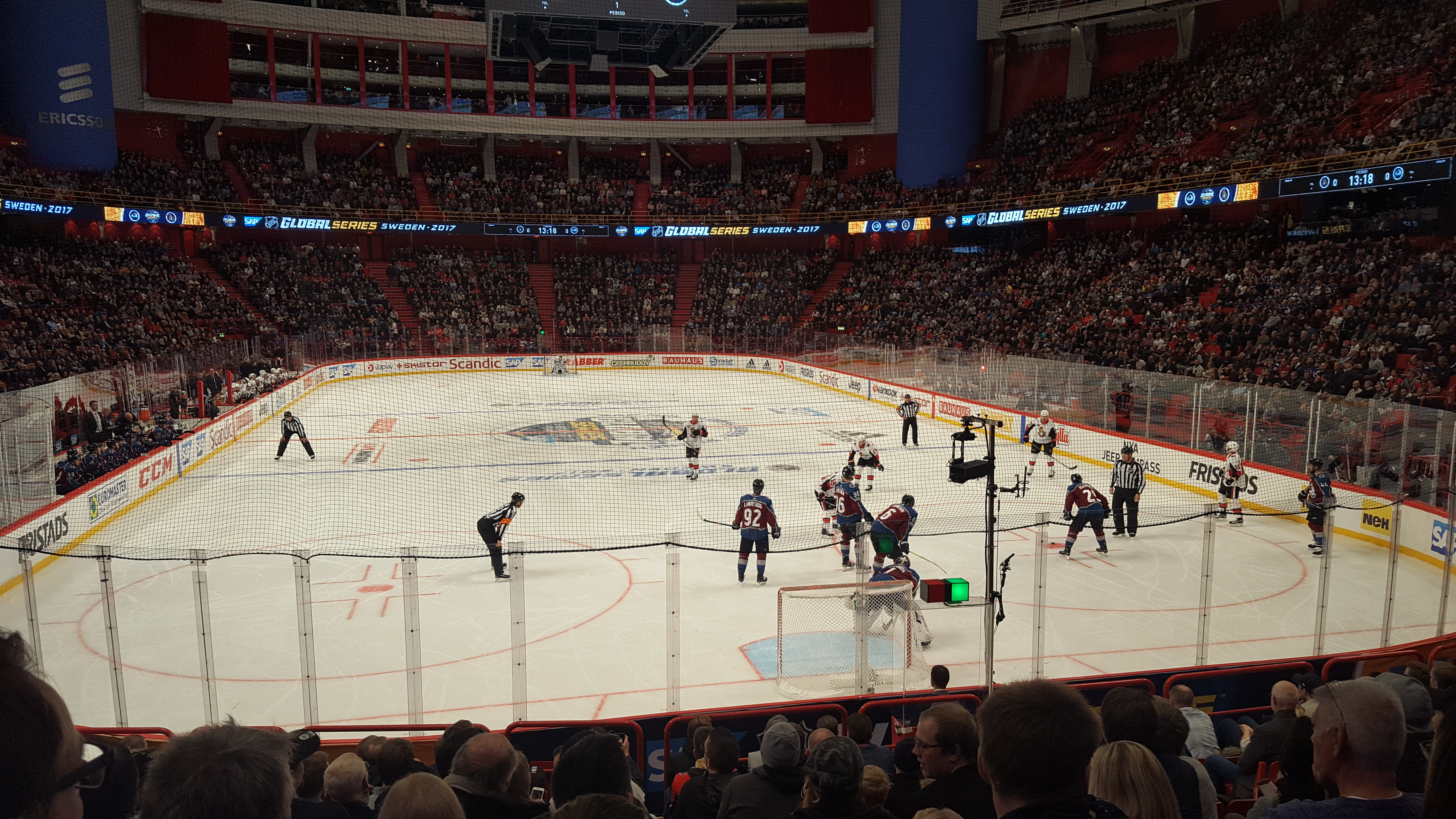
10.11.2017 Ericsson Globe, Sztokholm

### NHL Global Series
Po sześciu latach przerwy (od 2011) NHL powróciła do rozgrywania wybranych spotkań sezonu regularnego poza Ameryką Północną. 10 i 11 listopada 2017 w hali Ericsson Globe w Sztokholmie odbyły się spotkania pomiędzy Colorado Avalanche i Ottawa Senators. Obydwa spotkania wygrali Senatorowie z Ottawy. Honorowej inauguracji pierwszego meczu dokonał Peter Forsberg a drugiego Daniel Alfredsson.  Po raz pierwszy były to w Europie mecze rozgrywane w trakcie sezonu a nie na jego inaugurację.

### NHL100 Classic
Dla uczczenia stulecia ligi NHL, 16 grudnia 2017, na stadionie TD Place Stadium w Parku Lansdowne w Ottawie odbył się mecz pomiędzy Montreal Canadiens i Ottawa Senators. Mecz otrzymał uroczystą oprawę a drużyny wystąpiły w strojach nawiązujących do początków NHL. 19 grudnia 1917 mecz między tymi drużynami zainaugurował rozgrywki nowo powołanej ligi.  W obecności 33 959 widzów spotkanie uroczyście otworzyli Guy Lafleur i Daniel Alfredsson. Zwyciężyła drużyna Senatorów z Ottawy 3:0.

### NHL Winter Classic
1 stycznia 2018 odbyło się tradycyjne spotkanie w ramach NHL Winter Classic. Na otwartym stadionie Citi Field w Nowym Jorku w obecności 41 821 widzów zmierzyły się drużyny New York Rangers i Buffalo Sabres. Po golu w doliczonym czasie gry zwyciężyła drużyna z Nowego Jorku 3:2.

### NHL All-Star Game
63 Mecz Gwiazd ligi NHL odbył się 28 stycznia 2018 w hali Amalie Arena w Tampa. Gospodarzem po raz drugi (poprzednio w 1999) była miejscowa drużyna Tampa Bay Lightning. Tak jak w latach 2016 i 2017 wystąpiły cztery drużyny reprezentujące poszczególne dywizje. Zwyciężyła drużyna Dywizji Pacyficznej, która w finale pokonała dywizję Atlantycką 5:2. MVP turnieju został Brock Boeser z Vancouver Canucks.

### NHL Stadium Series
3 marca 2018 odbył się kolejny mecz na otwartym stadionie.  Na Memorial Stadium na terenie United States Naval Academy w Annapolis zmierzyły się drużyny Washington Capitals i Toronto Maple Leafs. W obecności 29 516 widzów zwyciężyła drużyna z Waszyngtonu 5 : 2. Mecz poprzedziło między innymi uhonorowanie drużyny Stanów Zjednoczonych w hokeju na lodzie kobiet, zdobywczyń złotego medalu olimpijskiego.

### Tabele końcowe i "przejściowe" sezonu regularnego
W tabelach przedstawiono wyniki końcowe w poszczególnych dywizjach oraz po 41. (półmetek sezonu) i 62. meczu (3/4 sezonu) niezależnie od terminu jego rozegrania.
Pozycję każdego zespołu w konferencji przy równej ilości punktów określa się w następującej kolejności:
1. Większa liczba zwycięstw w czasie regularnym lub po dogrywce (nie po rzutach karnych), w tabelach podane w ostatniej kolumnie (ZRD);
2. Punkty we wzajemnych meczach;
3. Różnica bramek we wszystkich meczach.

| Po 3/4 sezonu | Po 3/4 sezonu         | Po 3/4 sezonu | Po 3/4 sezonu | Po 3/4 sezonu | Po 3/4 sezonu | Po 3/4 sezonu | Po 3/4 sezonu | Po 3/4 sezonu | Po 3/4 sezonu |
| Lp.           | Drużyna               | M             | Z             | P             | PK            | ZB            | SB            | Pkt           | ZRD           |
| ------------- | --------------------- | ------------- | ------------- | ------------- | ------------- | ------------- | ------------- | ------------- | ------------- |
| 1.            | Washington Capitals   | 62            | 35            | 20            | 7             | 194           | 184           | 77            | 32            |
| 2.            | Pittsburgh Penguins   | 62            | 36            | 22            | 4             | 201           | 181           | 76            | 34            |
| 3.            | Philadelphia Flyers   | 62            | 33            | 19            | 10            | 188           | 178           | 76            | 32            |
| 4.            | New Jersey Devils     | 62            | 32            | 22            | 8             | 185           | 188           | 72            | 28            |
| 5.            | Columbus Blue Jackets | 62            | 31            | 26            | 5             | 163           | 174           | 67            | 25            |
| 6.            | New York Islanders    | 62            | 29            | 26            | 7             | 206           | 223           | 65            | 26            |
| 7.            | Carolina Hurricanes   | 62            | 27            | 25            | 10            | 164           | 189           | 64            | 24            |
| 8.            | New York Rangers      | 62            | 27            | 30            | 5             | 175           | 198           | 59            | 24            |

| Na pólmetku sezonu | Na pólmetku sezonu    | Na pólmetku sezonu | Na pólmetku sezonu | Na pólmetku sezonu | Na pólmetku sezonu | Na pólmetku sezonu | Na pólmetku sezonu | Na pólmetku sezonu | Na pólmetku sezonu |
| Lp.                | Drużyna               | M                  | Z                  | P                  | PK                 | ZB                 | SB                 | Pkt                | ZRD                |
| ------------------ | --------------------- | ------------------ | ------------------ | ------------------ | ------------------ | ------------------ | ------------------ | ------------------ | ------------------ |
| 1.                 | Washington Capitals   | 41                 | 25                 | 13                 | 3                  | 128                | 117                | 53                 | 22                 |
| 2.                 | New Jersey Devils     | 41                 | 22                 | 11                 | 8                  | 130                | 125                | 52                 | 19                 |
| 3.                 | New York Rangers      | 41                 | 22                 | 14                 | 5                  | 127                | 115                | 49                 | 19                 |
| 4.                 | Columbus Blue Jackets | 41                 | 23                 | 15                 | 3                  | 115                | 115                | 49                 | 19                 |
| 5.                 | Carolina Hurricanes   | 41                 | 19                 | 14                 | 8                  | 115                | 126                | 46                 | 16                 |
| 6.                 | Philadelphia Flyers   | 41                 | 18                 | 15                 | 8                  | 119                | 121                | 44                 | 18                 |
| 7.                 | New York Islanders    | 41                 | 20                 | 17                 | 4                  | 141                | 150                | 44                 | 18                 |
| 8.                 | Pittsburgh Penguins   | 41                 | 20                 | 18                 | 3                  | 116                | 129                | 43                 | 18                 |

| Po 3/4 sezonu | Po 3/4 sezonu         | Po 3/4 sezonu | Po 3/4 sezonu | Po 3/4 sezonu | Po 3/4 sezonu | Po 3/4 sezonu | Po 3/4 sezonu | Po 3/4 sezonu | Po 3/4 sezonu |
| Lp.           | Drużyna               | M             | Z             | P             | PK            | ZB            | SB            | Pkt           | ZRD           |
| ------------- | --------------------- | ------------- | ------------- | ------------- | ------------- | ------------- | ------------- | ------------- | ------------- |
| 1.            | Washington Capitals   | 62            | 35            | 20            | 7             | 194           | 184           | 77            | 32            |
| 2.            | Pittsburgh Penguins   | 62            | 36            | 22            | 4             | 201           | 181           | 76            | 34            |
| 3.            | Philadelphia Flyers   | 62            | 33            | 19            | 10            | 188           | 178           | 76            | 32            |
| 4.            | New Jersey Devils     | 62            | 32            | 22            | 8             | 185           | 188           | 72            | 28            |
| 5.            | Columbus Blue Jackets | 62            | 31            | 26            | 5             | 163           | 174           | 67            | 25            |
| 6.            | New York Islanders    | 62            | 29            | 26            | 7             | 206           | 223           | 65            | 26            |
| 7.            | Carolina Hurricanes   | 62            | 27            | 25            | 10            | 164           | 189           | 64            | 24            |
| 8.            | New York Rangers      | 62            | 27            | 30            | 5             | 175           | 198           | 59            | 24            |

| Na pólmetku sezonu | Na pólmetku sezonu    | Na pólmetku sezonu | Na pólmetku sezonu | Na pólmetku sezonu | Na pólmetku sezonu | Na pólmetku sezonu | Na pólmetku sezonu | Na pólmetku sezonu | Na pólmetku sezonu |
| Lp.                | Drużyna               | M                  | Z                  | P                  | PK                 | ZB                 | SB                 | Pkt                | ZRD                |
| ------------------ | --------------------- | ------------------ | ------------------ | ------------------ | ------------------ | ------------------ | ------------------ | ------------------ | ------------------ |
| 1.                 | Washington Capitals   | 41                 | 25                 | 13                 | 3                  | 128                | 117                | 53                 | 22                 |
| 2.                 | New Jersey Devils     | 41                 | 22                 | 11                 | 8                  | 130                | 125                | 52                 | 19                 |
| 3.                 | New York Rangers      | 41                 | 22                 | 14                 | 5                  | 127                | 115                | 49                 | 19                 |
| 4.                 | Columbus Blue Jackets | 41                 | 23                 | 15                 | 3                  | 115                | 115                | 49                 | 19                 |
| 5.                 | Carolina Hurricanes   | 41                 | 19                 | 14                 | 8                  | 115                | 126                | 46                 | 16                 |
| 6.                 | Philadelphia Flyers   | 41                 | 18                 | 15                 | 8                  | 119                | 121                | 44                 | 18                 |
| 7.                 | New York Islanders    | 41                 | 20                 | 17                 | 4                  | 141                | 150                | 44                 | 18                 |
| 8.                 | Pittsburgh Penguins   | 41                 | 20                 | 18                 | 3                  | 116                | 129                | 43                 | 18                 |

| Po 3/4 sezonu | Po 3/4 sezonu       | Po 3/4 sezonu | Po 3/4 sezonu | Po 3/4 sezonu | Po 3/4 sezonu | Po 3/4 sezonu | Po 3/4 sezonu | Po 3/4 sezonu | Po 3/4 sezonu |
| Lp.           | Drużyna             | M             | Z             | P             | PK            | ZB            | SB            | Pkt           | ZRD           |
| ------------- | ------------------- | ------------- | ------------- | ------------- | ------------- | ------------- | ------------- | ------------- | ------------- |
| 1.            | Tampa Bay Lightning | 62            | 42            | 17            | 3             | 223           | 167           | 87            | 39            |
| 2.            | Boston Bruins       | 62            | 39            | 15            | 8             | 207           | 157           | 86            | 36            |
| 3.            | Toronto Maple Leafs | 62            | 37            | 20            | 5             | 205           | 172           | 79            | 32            |
| 4.            | Florida Panthers    | 62            | 31            | 25            | 6             | 185           | 198           | 68            | 29            |
| 5.            | Detroit Red Wings   | 62            | 26            | 26            | 10            | 165           | 183           | 62            | 22            |
| 6.            | Montreal Canadiens  | 62            | 23            | 29            | 10            | 157           | 194           | 56            | 21            |
| 7.            | Ottawa Senators     | 62            | 21            | 31            | 10            | 168           | 219           | 52            | 19            |
| 8.            | Buffalo Sabres      | 62            | 18            | 33            | 11            | 147           | 205           | 47            | 18            |

| Na półmetku sezonu | Na półmetku sezonu  | Na półmetku sezonu | Na półmetku sezonu | Na półmetku sezonu | Na półmetku sezonu | Na półmetku sezonu | Na półmetku sezonu | Na półmetku sezonu | Na półmetku sezonu |
| Lp.                | Drużyna             | M                  | Z                  | P                  | PK                 | ZB                 | SB                 | Pkt                | ZRD                |
| ------------------ | ------------------- | ------------------ | ------------------ | ------------------ | ------------------ | ------------------ | ------------------ | ------------------ | ------------------ |
| 1.                 | Tampa Bay Lightning | 41                 | 29                 | 9                  | 3                  | 150                | 101                | 61                 | 27                 |
| 2.                 | Boston Bruins       | 41                 | 24                 | 10                 | 7                  | 135                | 105                | 55                 | 21                 |
| 3.                 | Toronto Maple Leafs | 41                 | 23                 | 16                 | 2                  | 135                | 120                | 48                 | 21                 |
| 4.                 | Detroit Red Wings   | 41                 | 17                 | 17                 | 7                  | 112                | 127                | 41                 | 14                 |
| 5.                 | Florida Panthers    | 41                 | 17                 | 18                 | 6                  | 113                | 133                | 40                 | 15                 |
| 6.                 | Montreal Canadiens  | 41                 | 17                 | 20                 | 4                  | 103                | 127                | 38                 | 15                 |
| 7.                 | Ottawa Senators     | 41                 | 14                 | 18                 | 9                  | 113                | 146                | 37                 | 13                 |
| 8.                 | Buffalo Sabres      | 41                 | 10                 | 22                 | 9                  | 91                 | 139                | 29                 | 10                 |

| Po 3/4 sezonu | Po 3/4 sezonu       | Po 3/4 sezonu | Po 3/4 sezonu | Po 3/4 sezonu | Po 3/4 sezonu | Po 3/4 sezonu | Po 3/4 sezonu | Po 3/4 sezonu | Po 3/4 sezonu |
| Lp.           | Drużyna             | M             | Z             | P             | PK            | ZB            | SB            | Pkt           | ZRD           |
| ------------- | ------------------- | ------------- | ------------- | ------------- | ------------- | ------------- | ------------- | ------------- | ------------- |
| 1.            | Tampa Bay Lightning | 62            | 42            | 17            | 3             | 223           | 167           | 87            | 39            |
| 2.            | Boston Bruins       | 62            | 39            | 15            | 8             | 207           | 157           | 86            | 36            |
| 3.            | Toronto Maple Leafs | 62            | 37            | 20            | 5             | 205           | 172           | 79            | 32            |
| 4.            | Florida Panthers    | 62            | 31            | 25            | 6             | 185           | 198           | 68            | 29            |
| 5.            | Detroit Red Wings   | 62            | 26            | 26            | 10            | 165           | 183           | 62            | 22            |
| 6.            | Montreal Canadiens  | 62            | 23            | 29            | 10            | 157           | 194           | 56            | 21            |
| 7.            | Ottawa Senators     | 62            | 21            | 31            | 10            | 168           | 219           | 52            | 19            |
| 8.            | Buffalo Sabres      | 62            | 18            | 33            | 11            | 147           | 205           | 47            | 18            |

| Na półmetku sezonu | Na półmetku sezonu  | Na półmetku sezonu | Na półmetku sezonu | Na półmetku sezonu | Na półmetku sezonu | Na półmetku sezonu | Na półmetku sezonu | Na półmetku sezonu | Na półmetku sezonu |
| Lp.                | Drużyna             | M                  | Z                  | P                  | PK                 | ZB                 | SB                 | Pkt                | ZRD                |
| ------------------ | ------------------- | ------------------ | ------------------ | ------------------ | ------------------ | ------------------ | ------------------ | ------------------ | ------------------ |
| 1.                 | Tampa Bay Lightning | 41                 | 29                 | 9                  | 3                  | 150                | 101                | 61                 | 27                 |
| 2.                 | Boston Bruins       | 41                 | 24                 | 10                 | 7                  | 135                | 105                | 55                 | 21                 |
| 3.                 | Toronto Maple Leafs | 41                 | 23                 | 16                 | 2                  | 135                | 120                | 48                 | 21                 |
| 4.                 | Detroit Red Wings   | 41                 | 17                 | 17                 | 7                  | 112                | 127                | 41                 | 14                 |
| 5.                 | Florida Panthers    | 41                 | 17                 | 18                 | 6                  | 113                | 133                | 40                 | 15                 |
| 6.                 | Montreal Canadiens  | 41                 | 17                 | 20                 | 4                  | 103                | 127                | 38                 | 15                 |
| 7.                 | Ottawa Senators     | 41                 | 14                 | 18                 | 9                  | 113                | 146                | 37                 | 13                 |
| 8.                 | Buffalo Sabres      | 41                 | 10                 | 22                 | 9                  | 91                 | 139                | 29                 | 10                 |

| Po 3/4 sezonu | Po 3/4 sezonu        | Po 3/4 sezonu | Po 3/4 sezonu | Po 3/4 sezonu | Po 3/4 sezonu | Po 3/4 sezonu | Po 3/4 sezonu | Po 3/4 sezonu | Po 3/4 sezonu |
| Lp.           | Drużyna              | M             | Z             | P             | PK            | ZB            | SB            | Pkt           | ZRD           |
| ------------- | -------------------- | ------------- | ------------- | ------------- | ------------- | ------------- | ------------- | ------------- | ------------- |
| 1.            | Vegas Golden Knights | 62            | 41            | 16            | 5             | 217           | 169           | 87            | 39            |
| 2.            | San Jose Sharks      | 62            | 33            | 21            | 8             | 180           | 173           | 74            | 29            |
| 3.            | Anaheim Ducks        | 62            | 31            | 20            | 11            | 171           | 170           | 73            | 27            |
| 4.            | Los Angeles Kings    | 62            | 33            | 24            | 5             | 177           | 155           | 71            | 31            |
| 5.            | Calgary Flames       | 62            | 31            | 22            | 9             | 177           | 184           | 71            | 29            |
| 6.            | Edmonton Oilers      | 62            | 27            | 31            | 4             | 177           | 204           | 58            | 24            |
| 7.            | Vancouver Canucks    | 62            | 24            | 31            | 7             | 167           | 201           | 55            | 24            |
| 8.            | Arizona Coyotes      | 62            | 18            | 34            | 10            | 148           | 205           | 46            | 17            |

| Na półmetku sezonu | Na półmetku sezonu   | Na półmetku sezonu | Na półmetku sezonu | Na półmetku sezonu | Na półmetku sezonu | Na półmetku sezonu | Na półmetku sezonu | Na półmetku sezonu | Na półmetku sezonu |
| Lp.                | Drużyna              | M                  | Z                  | P                  | PK                 | ZB                 | SB                 | Pkt                | ZRD                |
| ------------------ | -------------------- | ------------------ | ------------------ | ------------------ | ------------------ | ------------------ | ------------------ | ------------------ | ------------------ |
| 1.                 | Vegas Golden Knights | 41                 | 29                 | 10                 | 2                  | 143                | 113                | 60                 | 27                 |
| 2.                 | Los Angeles Kings    | 41                 | 24                 | 12                 | 5                  | 123                | 95                 | 53                 | 22                 |
| 3.                 | San Jose Sharks      | 41                 | 22                 | 13                 | 6                  | 116                | 111                | 50                 | 20                 |
| 4.                 | Calgary Flames       | 41                 | 21                 | 16                 | 4                  | 115                | 119                | 46                 | 19                 |
| 5.                 | Anaheim Ducks        | 41                 | 19                 | 14                 | 8                  | 114                | 115                | 46                 | 17                 |
| 6.                 | Edmonton Oilers      | 41                 | 18                 | 20                 | 3                  | 116                | 132                | 39                 | 17                 |
| 7.                 | Vancouver Canucks    | 41                 | 16                 | 19                 | 6                  | 108                | 135                | 38                 | 16                 |
| 8.                 | Arizona Coyotes      | 41                 | 9                  | 27                 | 5                  | 94                 | 146                | 23                 | 8                  |

| Po 3/4 sezonu | Po 3/4 sezonu        | Po 3/4 sezonu | Po 3/4 sezonu | Po 3/4 sezonu | Po 3/4 sezonu | Po 3/4 sezonu | Po 3/4 sezonu | Po 3/4 sezonu | Po 3/4 sezonu |
| Lp.           | Drużyna              | M             | Z             | P             | PK            | ZB            | SB            | Pkt           | ZRD           |
| ------------- | -------------------- | ------------- | ------------- | ------------- | ------------- | ------------- | ------------- | ------------- | ------------- |
| 1.            | Vegas Golden Knights | 62            | 41            | 16            | 5             | 217           | 169           | 87            | 39            |
| 2.            | San Jose Sharks      | 62            | 33            | 21            | 8             | 180           | 173           | 74            | 29            |
| 3.            | Anaheim Ducks        | 62            | 31            | 20            | 11            | 171           | 170           | 73            | 27            |
| 4.            | Los Angeles Kings    | 62            | 33            | 24            | 5             | 177           | 155           | 71            | 31            |
| 5.            | Calgary Flames       | 62            | 31            | 22            | 9             | 177           | 184           | 71            | 29            |
| 6.            | Edmonton Oilers      | 62            | 27            | 31            | 4             | 177           | 204           | 58            | 24            |
| 7.            | Vancouver Canucks    | 62            | 24            | 31            | 7             | 167           | 201           | 55            | 24            |
| 8.            | Arizona Coyotes      | 62            | 18            | 34            | 10            | 148           | 205           | 46            | 17            |

| Na półmetku sezonu | Na półmetku sezonu   | Na półmetku sezonu | Na półmetku sezonu | Na półmetku sezonu | Na półmetku sezonu | Na półmetku sezonu | Na półmetku sezonu | Na półmetku sezonu | Na półmetku sezonu |
| Lp.                | Drużyna              | M                  | Z                  | P                  | PK                 | ZB                 | SB                 | Pkt                | ZRD                |
| ------------------ | -------------------- | ------------------ | ------------------ | ------------------ | ------------------ | ------------------ | ------------------ | ------------------ | ------------------ |
| 1.                 | Vegas Golden Knights | 41                 | 29                 | 10                 | 2                  | 143                | 113                | 60                 | 27                 |
| 2.                 | Los Angeles Kings    | 41                 | 24                 | 12                 | 5                  | 123                | 95                 | 53                 | 22                 |
| 3.                 | San Jose Sharks      | 41                 | 22                 | 13                 | 6                  | 116                | 111                | 50                 | 20                 |
| 4.                 | Calgary Flames       | 41                 | 21                 | 16                 | 4                  | 115                | 119                | 46                 | 19                 |
| 5.                 | Anaheim Ducks        | 41                 | 19                 | 14                 | 8                  | 114                | 115                | 46                 | 17                 |
| 6.                 | Edmonton Oilers      | 41                 | 18                 | 20                 | 3                  | 116                | 132                | 39                 | 17                 |
| 7.                 | Vancouver Canucks    | 41                 | 16                 | 19                 | 6                  | 108                | 135                | 38                 | 16                 |
| 8.                 | Arizona Coyotes      | 41                 | 9                  | 27                 | 5                  | 94                 | 146                | 23                 | 8                  |

| Po 3/4 sezonu | Po 3/4 sezonu       | Po 3/4 sezonu | Po 3/4 sezonu | Po 3/4 sezonu | Po 3/4 sezonu | Po 3/4 sezonu | Po 3/4 sezonu | Po 3/4 sezonu | Po 3/4 sezonu |
| Lp.           | Drużyna             | M             | Z             | P             | PK            | ZB            | SB            | Pkt           | ZRD           |
| ------------- | ------------------- | ------------- | ------------- | ------------- | ------------- | ------------- | ------------- | ------------- | ------------- |
| 1.            | Nashville Predators | 62            | 39            | 14            | 9             | 202           | 160           | 87            | 34            |
| 2.            | Winnipeg Jets       | 62            | 37            | 16            | 9             | 208           | 164           | 83            | 35            |
| 3.            | Minnesota Wild      | 62            | 35            | 20            | 7             | 188           | 174           | 77            | 32            |
| 4.            | Dallas Stars        | 62            | 35            | 23            | 4             | 184           | 164           | 74            | 31            |
| 5.            | St. Louis Blues     | 62            | 34            | 24            | 4             | 173           | 160           | 72            | 31            |
| 6.            | Colorado Avalanche  | 62            | 33            | 24            | 5             | 190           | 186           | 71            | 32            |
| 7.            | Chicago Blackhawks  | 62            | 27            | 27            | 8             | 176           | 176           | 62            | 26            |
| x.            |                     |               |               |               |               |               |               |               |               |

| Na półmetku sezonu | Na półmetku sezonu  | Na półmetku sezonu | Na półmetku sezonu | Na półmetku sezonu | Na półmetku sezonu | Na półmetku sezonu | Na półmetku sezonu | Na półmetku sezonu | Na półmetku sezonu |
| Lp.                | Drużyna             | M                  | Z                  | P                  | PK                 | ZB                 | SB                 | Pkt                | ZRD                |
| ------------------ | ------------------- | ------------------ | ------------------ | ------------------ | ------------------ | ------------------ | ------------------ | ------------------ | ------------------ |
| 1.                 | Nashville Predators | 41                 | 24                 | 11                 | 6                  | 129                | 113                | 54                 | 21                 |
| 2.                 | Winnipeg Jets       | 41                 | 23                 | 11                 | 7                  | 136                | 113                | 53                 | 22                 |
| 3.                 | St. Louis Blues     | 41                 | 24                 | 15                 | 2                  | 119                | 102                | 50                 | 22                 |
| 4.                 | Colorado Avalanche  | 41                 | 22                 | 16                 | 3                  | 135                | 124                | 47                 | 21                 |
| 5.                 | Minnesota Wild      | 41                 | 22                 | 16                 | 3                  | 121                | 116                | 47                 | 20                 |
| 6.                 | Dallas Stars        | 41                 | 22                 | 16                 | 3                  | 123                | 114                | 47                 | 19                 |
| 7.                 | Chicago Blackhawks  | 41                 | 20                 | 15                 | 6                  | 125                | 114                | 46                 | 20                 |
| x.                 |                     |                    |                    |                    |                    |                    |                    |                    |                    |

| Po 3/4 sezonu | Po 3/4 sezonu       | Po 3/4 sezonu | Po 3/4 sezonu | Po 3/4 sezonu | Po 3/4 sezonu | Po 3/4 sezonu | Po 3/4 sezonu | Po 3/4 sezonu | Po 3/4 sezonu |
| Lp.           | Drużyna             | M             | Z             | P             | PK            | ZB            | SB            | Pkt           | ZRD           |
| ------------- | ------------------- | ------------- | ------------- | ------------- | ------------- | ------------- | ------------- | ------------- | ------------- |
| 1.            | Nashville Predators | 62            | 39            | 14            | 9             | 202           | 160           | 87            | 34            |
| 2.            | Winnipeg Jets       | 62            | 37            | 16            | 9             | 208           | 164           | 83            | 35            |
| 3.            | Minnesota Wild      | 62            | 35            | 20            | 7             | 188           | 174           | 77            | 32            |
| 4.            | Dallas Stars        | 62            | 35            | 23            | 4             | 184           | 164           | 74            | 31            |
| 5.            | St. Louis Blues     | 62            | 34            | 24            | 4             | 173           | 160           | 72            | 31            |
| 6.            | Colorado Avalanche  | 62            | 33            | 24            | 5             | 190           | 186           | 71            | 32            |
| 7.            | Chicago Blackhawks  | 62            | 27            | 27            | 8             | 176           | 176           | 62            | 26            |
| x.            |                     |               |               |               |               |               |               |               |               |

| Na półmetku sezonu | Na półmetku sezonu  | Na półmetku sezonu | Na półmetku sezonu | Na półmetku sezonu | Na półmetku sezonu | Na półmetku sezonu | Na półmetku sezonu | Na półmetku sezonu | Na półmetku sezonu |
| Lp.                | Drużyna             | M                  | Z                  | P                  | PK                 | ZB                 | SB                 | Pkt                | ZRD                |
| ------------------ | ------------------- | ------------------ | ------------------ | ------------------ | ------------------ | ------------------ | ------------------ | ------------------ | ------------------ |
| 1.                 | Nashville Predators | 41                 | 24                 | 11                 | 6                  | 129                | 113                | 54                 | 21                 |
| 2.                 | Winnipeg Jets       | 41                 | 23                 | 11                 | 7                  | 136                | 113                | 53                 | 22                 |
| 3.                 | St. Louis Blues     | 41                 | 24                 | 15                 | 2                  | 119                | 102                | 50                 | 22                 |
| 4.                 | Colorado Avalanche  | 41                 | 22                 | 16                 | 3                  | 135                | 124                | 47                 | 21                 |
| 5.                 | Minnesota Wild      | 41                 | 22                 | 16                 | 3                  | 121                | 116                | 47                 | 20                 |
| 6.                 | Dallas Stars        | 41                 | 22                 | 16                 | 3                  | 123                | 114                | 47                 | 19                 |
| 7.                 | Chicago Blackhawks  | 41                 | 20                 | 15                 | 6                  | 125                | 114                | 46                 | 20                 |
| x.                 |                     |                    |                    |                    |                    |                    |                    |                    |                    |

Legenda:       = zwycięzca Pucharu Prezydenta,       = mistrz dywizji,       = awans do playoff,       = awans do playoff jako dzika karta

### Najlepsi zawodnicy sezonu regularnego
Zawodnicy z pola
| Punkty                 | Punkty | Gole                                    | Gole | Asysty                                  | Asysty | +/-                                                       | +/- |
| ---------------------- | ------ | --------------------------------------- | ---- | --------------------------------------- | ------ | --------------------------------------------------------- | --- |
| Connor McDavid (EDM)   | 108    | Aleksandr Owieczkin (WSH)               | 49   | Claude Giroux (PHI) Blake Wheeler (WPG) | 68     | William Karlsson (VGK)                                    | +49 |
| Claude Giroux (PHI)    | 102    | Patrik Laine (WPG)                      | 44   | Claude Giroux (PHI) Blake Wheeler (WPG) | 68     | Jonathan Marchessault (VGK)                               | +36 |
| Nikita Kuczerow (TBL)  | 100    | William Karlsson (VGK)                  | 43   | Connor McDavid (EDM)                    | 67     | Yanni Gourde (TBL) Josh Manson (ANA) Sean Couturier (PHI) | +34 |
| Jewgienij Małkin (PIT) | 98     | Jewgienij Małkin (PIT) Eric Staal (MIN) | 42   | Jakub Voráček (PHI)                     | 65     | Yanni Gourde (TBL) Josh Manson (ANA) Sean Couturier (PHI) | +34 |
| Nathan MacKinnon (COL) | 97     | Jewgienij Małkin (PIT) Eric Staal (MIN) | 42   | Mathew Barzal (NYI)                     | 63     | Yanni Gourde (TBL) Josh Manson (ANA) Sean Couturier (PHI) | +34 |

Bramkarze

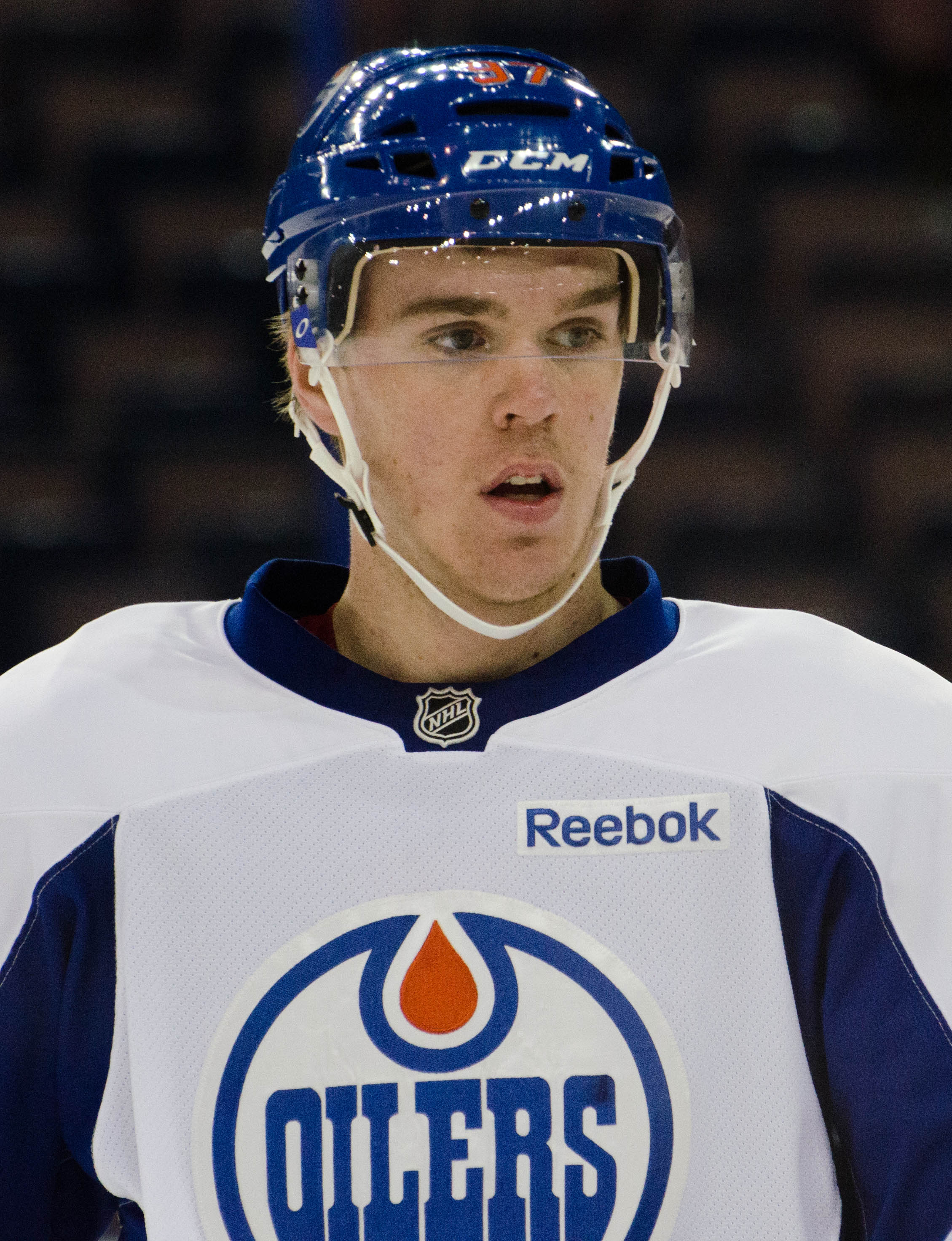
Connor McDavid

W zestawieniu ujęto bramkarzy grających przez przynajmniej 1200 minut.

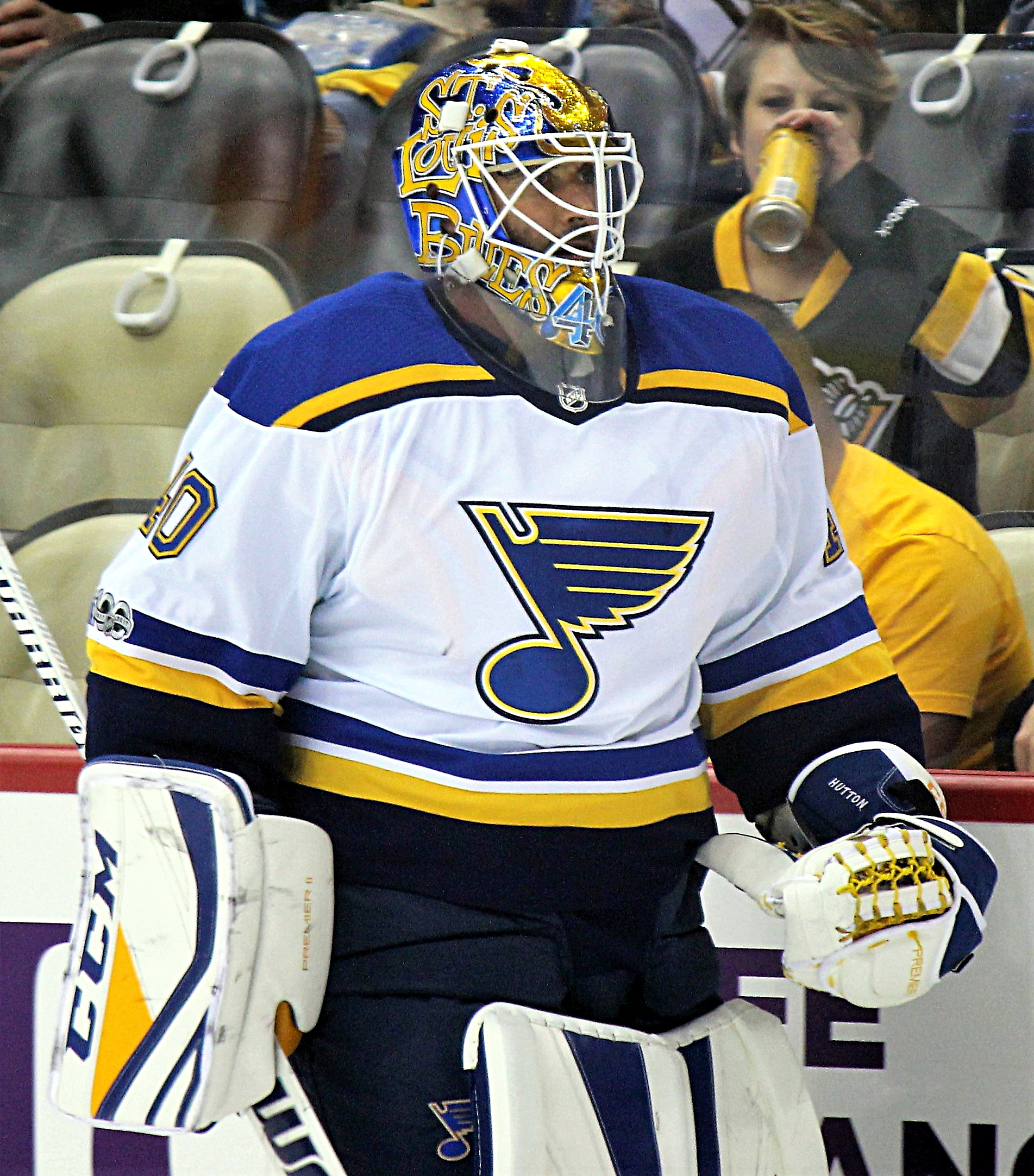
Carter Hutton

| Obrony (w %)                              | Obrony (w %) | GAA                                        | GAA  | Shutouty                                                                                                  | Shutouty | Zwycięstwa                                        | Zwycięstwa |
| ----------------------------------------- | ------------ | ------------------------------------------ | ---- | --- | -------- | ------------------------------------------------- | ---------- |
| Carter Hutton (STL)                       | .931         | Carter Hutton (STL)                        | 2.09 | Pekka Rinne (NSH) Andriej Wasilewskij (TBL)                                                               | 8        | Andriej Wasilewskij (TBL) Connor Hellebuyck (WPG) | 44         |
| Antti Raanta (ARI)                        | .930         | Marc-André Fleury (VGK) Antti Raanta (ARI) | 2.24 | Pekka Rinne (NSH) Andriej Wasilewskij (TBL)                                                               | 8        | Andriej Wasilewskij (TBL) Connor Hellebuyck (WPG) | 44         |
| Roberto Luongo (FLA) Corey Crawford (CHI) | .929         | Marc-André Fleury (VGK) Antti Raanta (ARI) | 2.24 | Connor Hellebuyck (WPG)                                                                                   | 6        | Pekka Rinne (NSH)                                 | 42         |
| Roberto Luongo (FLA) Corey Crawford (CHI) | .929         | Corey Crawford (CHI)                       | 2.27 | Frederik Andersen (TOR) Ben Bishop (DAL) Devan Dubnyk (MIN) Jonathan Quick (LAK) Siergiej Bobrowski (CBJ) | 5        | Frederik Andersen (TOR)                           | 38         |
| Ryan Miller (ANA)                         | .928         | Pekka Rinne (NSH)                          | 2.31 | Frederik Andersen (TOR) Ben Bishop (DAL) Devan Dubnyk (MIN) Jonathan Quick (LAK) Siergiej Bobrowski (CBJ) | 5        | Siergiej Bobrowski (CBJ)                          | 37         |

### "Kamienie milowe" sezonu regularnego
Jubileuszowe i rekordowe osiągnięcia, które miały miejsce w trakcie sezonu zasadniczego 2017-2018.
| Data            | Osiągnięcie | Osiągnięcie |
| --------------- | --- | ----------- |
| 18 października | Patrick Marleau (Toronto Maple Leafs) wystąpił po raz 1500 w spotkaniu z Detroit Red Wings. Jest 18 zawodnikiem w historii ligi NHL, który rozegrał 1500 i więcej spotkań a trzecim po Jaromírze Jágrze (1714) i Jarome Iginlii (1554) z zawodników aktywnych.                                                                   |             |
| 26 października | Rick Nash (New York Rangers) wystąpił po raz 1000 w spotkaniu z Arizona Coyotes. Jest 314 zawodnikiem w historii ligi NHL, który rozegrał 1000 i więcej spotkań. Pierwsze spotkanie rozegrał 10 października 2002 w barwach Columbus Blue Jackets w wieku 18 lat.                                                                |             |
| 1 listopada     | Joe Thornton (San Jose Sharks) zdobył 1400 punkt asystując przy golu Joe Pavelskiego w meczu z Nashville Predators. Jest 20 zawodnikiem ligi NHL, który zdobył 1400 punktów i więcej. Wyprzedza go Dale Hawerchuk z 1409 punktami.                                                                                               |             |
| 4 listopada     | Scott Hartnell (Nashville Predators) wystąpił po raz 1200 w spotkaniu z Anaheim Ducks. Jest 110 zawodnikiem w historii ligi NHL oraz 9 aktywnym, który rozegrał 1200 i więcej spotkań. Jubileusz uświetnił zdobyciem bramki. |             |
| 4 listopada     | Andrew Cogliano (Anaheim Ducks) rozegrał 800 kolejnych meczów w sezonie zasadniczym od debiutu 4 października 2007 w barwach Edmonton Oilers (2007-2011) a następnie Anaheim Ducks (2011-2017). Jest to czwarta najdłuższa seria w historii ligi NHL. Liderem jest Doug Jarvis z 964 meczami.                                    |             |
| 9 listopada     | Eric Staal (Minnesota Wild) zaliczył 500 asystę przy golu Jasona Zuckera w meczu z Montreal Canadiens. Jest 141 zawodnikiem ligi NHL, który uzyskał 500 asyst i więcej. |             |
| 10 listopada    | Roberto Luongo (Florida Panthers) wystąpił po raz 455 w zwycięskim spotkaniu. Awansował na 4 miejsce wśród bramkarzy ligi NHL pod względem liczby zwycięstw. Uzyskał je w 973 meczach. Wyprzedzają go tylko Martin Brodeur (691), Patrick Roy (551) i Ed Belfour (484).                                                          |             |
| 15 listopada    | Antoine Vermette (Anaheim Ducks) wystąpił po raz 1000 w spotkaniu z Boston Bruins. Jest 315 zawodnikiem w historii ligi NHL, który rozegrał 1000 i więcej spotkań. |             |
| 22 listopada    | Justin Williams (Carolina Hurricanes) wystąpił po raz 1100 w spotkaniu z New York Rangers. Jest 185 zawodnikiem w historii ligi NHL, który rozegrał 1100 i więcej spotkań. |             |
| 26 listopada    | 100-lecie powstania NHL. 26 listopada 1917 w Hotelu Windsor w Montrealu przedstawiciele klubów Montreal Canadiens, Montreal Wanderers, Ottawa Senators, Toronto Arenas i Quebec Bulldogs zdecydowali o utworzeniu nowej ligi. |             |
| 30 listopada    | Daniel Sedin (Vancouver Canucks) zdobył 1000 punkt strzelając gola w meczu z Nashville Predators. Jest 87 zawodnikiem w historii ligi NHL, który zdobył 1000 punktów i więcej. |             |
| 6 grudnia       | Marián Gáborík (Los Angeles Kings) zdobył 400 gola w meczu z Minnesota Wild. Jest 94 zawodnikiem w historii ligi NHL, który zdobył 400 bramek i więcej. |             |
| 6 grudnia       | Anže Kopitar (Los Angeles Kings) zaliczył 500 asystę przy golu Mariána Gáboríka w meczu z Minnesota Wild. Jest 142 zawodnikiem ligi NHL, który uzyskał 500 asyst i więcej. |             |
| 9 grudnia       | Mike Smith (Calgary Flames) wystąpił po raz 500 w spotkaniu z Vancouver Canucks. Jest 69 bramkarzem w historii ligi NHL, który rozegrał 500 i więcej spotkań. |             |
| 12 grudnia      | Patrick Marleau (Toronto Maple Leafs) zdobył 1100 punkt strzelając bramkę w spotkaniu z Philadelphia Flyers. Jest 60 zawodnikiem w historii ligi NHL a czwartym aktywnym po Jaromírze Jágrze (1921), Joe Thorntonie (1412) i Mariánie Hossie (1134), który zdobył 1100 i więcej punktów.                                         |             |
| 12 grudnia      | Cam Ward (Carolina Hurricanes) wystąpił po raz 300 w zwycięskim spotkaniu. Jest 32 bramkarzem w historii ligi NHL, który uzyskał taką liczbę zwycięstw. |             |
| 13 grudnia      | Henrik Sedin (Vancouver Canucks) zaliczył 800 asystę przy golu Aleksandra Burmistrowa w meczu z Nashville Predators. Jest 31 zawodnikiem w historii ligi NHL, który uzyskał 800 asyst i więcej. |             |
| 13 grudnia      | Kari Lehtonen (Dallas Stars) wystąpił po raz 300 w zwycięskim spotkaniu. Jest 33 bramkarzem w historii ligi NHL, który uzyskał taką liczbę zwycięstw. |             |
| 15 grudnia      | Marián Gáborík (Los Angeles Kings) wystąpił po raz 1000 w spotkaniu z New York Rangers. Jest 316 zawodnikiem w historii ligi NHL, który rozegrał 1000 i więcej spotkań. Jubileusz uświetnił bramką i asystą. |             |
| 21 grudnia      | Dustin Brown (Los Angeles Kings) wystąpił po raz 1000 w spotkaniu z Colorado Avalanche. Jest 317 zawodnikiem w historii ligi NHL, który rozegrał 1000 i więcej spotkań. Jubileusz uświetnił zwycięską bramką. |             |
| 22 grudnia      | Matt Cullen (Minnesota Wild) wystąpił po raz 1400 w spotkaniu z Florida Panthers. Jest 38 zawodnikiem w historii ligi NHL, który rozegrał 1400 i więcej spotkań. |             |
| 28 grudnia      | Marc-André Fleury (Vegas Golden Knights) wystąpił po raz 700 w spotkaniu z Los Angeles Kings. Jest 27 bramkarzem w historii ligi NHL, który rozegrał 700 i więcej spotkań. |             |
| 3 stycznia      | Andreas Athanasiou (Detroit Red Wings) w spotkaniu z Ottawa Senators uzyskał bramkę w 6 sekundzie dogrywki. Wyrównał tym rekordowe osiągnięcie sezonu zasadniczego w historii ligi NHL. W 6 sekundzie dogrywki bramki zdobyli wcześniej Mats Sundin (30.12.1995), David Legwand (9.03.2006) i Aleksandr Owieczkin (15.12.2006).  |             |
| 5 stycznia      | Henrik Zetterberg (Detroit Red Wings) zaliczył 600 asystę przy golu Gustava Nyquista w meczu z Florida Panthers. Jest 85 zawodnikiem w historii ligi NHL, który uzyskał 600 asyst i więcej. |             |
| 10 stycznia     | Craig Anderson (Ottawa Senators) wystąpił po raz 250 w zwycięskim spotkaniu. Jest 53 bramkarzem w historii ligi NHL, który uzyskał taką liczbę zwycięstw. |             |
| 17 stycznia     | Ryan Getzlaf (Anaheim Ducks) zaliczył 600 asystę przy golu Rickarda Rakella w meczu z Pittsburgh Penguins. Jest 86 zawodnikiem w historii ligi NHL, który uzyskał 600 asyst i więcej. |             |
| 25 stycznia     | Aleksandr Owieczkin (Washington Capitals) zaliczył 500 asystę przy golu Nicklasa Backstroma w meczu z Florida Panthers. Jest 143 zawodnikiem w historii ligi NHL, który uzyskał 500 asyst i więcej. |             |
| 30 stycznia     | Dan Hamhuis (Dallas Stars) wystąpił po raz 1000 w spotkaniu z Los Angeles Kings. Jest 318 zawodnikiem w historii ligi NHL, który rozegrał 1000 i więcej spotkań. |             |
| 3 lutego        | Zdeno Chara (Boston Bruins) wystąpił po raz 1400 w spotkaniu z Toronto Maple Leafs. Jest 39 zawodnikiem w historii ligi NHL, który rozegrał 1400 i więcej spotkań. |             |
| 3 lutego        | Henrik Sedin (Vancouver Canucks) wystąpił po raz 1300 w spotkaniu z Tampa Bay Lightning. Jest 62 zawodnikiem w historii ligi NHL, który rozegrał 1300 i więcej spotkań. |             |
| 11 lutego       | Sidney Crosby (Pittsburgh Penguins) zdobył 400 gola w meczu z St. Louis Blues. Jest 95 zawodnikiem w historii ligi NHL, który zdobył 400 bramek i więcej. |             |
| 15 lutego       | Aleksandr Owieczkin (Washington Capitals) zdobył 1100 punkt mając asystę przy bramce Toma Wilsona w spotkaniu z Minnesota Wild. Jest 61 zawodnikiem w historii ligi NHL a trzecim aktywnym po Joe Thorntonie (1427) i Patricku Marleau (1114), który zdobył 1100 i więcej punktów.                                               |             |
| 16 lutego       | Jay Bouwmeester (St. Louis Blues) wystąpił po raz 1100 w spotkaniu z Dallas Stars. Jest 186 zawodnikiem w historii ligi NHL, który rozegrał 1100 i więcej spotkań. |             |
| 17 lutego       | Patrick Kane (Chicago Blackhawks) zaliczył 500 asystę przy golu Artioma Anisimowa w meczu z Washington Capitals. Jest 144 zawodnikiem ligi NHL, który uzyskał 500 asyst i więcej. |             |
| 22 lutego       | Pekka Rinne (Nashville Predators) wystąpił po raz 300 w zwycięskim spotkaniu. Jest 34 bramkarzem w historii ligi NHL, który uzyskał taką liczbę zwycięstw. |             |
| 6 marca         | Pekka Rinne (Nashville Predators) zaliczył 50 shutout w spotkaniu z Dallas Stars. Jest 28 bramkarzem w historii ligi NHL, który rozegrał taką liczbę spotkań bez puszczonej bramki. |             |
| 7 marca         | Sidney Crosby (Pittsburgh Penguins) zdobył 1100 punkt mając asystę przy bramce, którą zdobył Conor Sheary w spotkaniu z Philadelphia Flyers. Jest 62 zawodnikiem w historii ligi NHL a czwartym aktywnym po Joe Thorntonie (1427), Patricku Marleau (1118) i Aleksandrze Owieczkinie (1107), który zdobył 1100 i więcej punktów. |             |
| 10 marca        | Henrik Lundqvist (New York Rangers) wystąpił po raz 800 w spotkaniu z Florida Panthers. Jest 15 bramkarzem w historii ligi NHL, który rozegrał taką liczbę meczów. |             |
| 12 marca        | Aleksandr Owieczkin (Washington Capitals) zdobył 600 gola w meczu z Winnipeg Jets. Jest 20 zawodnikiem w historii ligi NHL, który zdobył 600 bramek i więcej. |             |
| 12 marca        | Marc-André Fleury (Vegas Golden Knights) wystąpił po raz 400 w zwycięskim spotkaniu. Jest 13 bramkarzem w historii ligi NHL, który uzyskał taką liczbę zwycięstw. Z bramkarzy aktywnych wyprzedzają go jedynie Roberto Luongo (467) i Henrik Lundqvist (430).                                                                    |             |
| 21 marca        | Sidney Crosby (Pittsburgh Penguins) zaliczył 700 asystę przy golu Jake'a Guentzela w meczu z Montreal Canadiens. Jest 53 zawodnikiem ligi NHL, który uzyskał 700 asyst i więcej. |             |
| 21 marca        | Jason Chimera (Anaheim Ducks) wystąpił po raz 1100 w spotkaniu z Calgary Flames. Jest 187 zawodnikiem w historii ligi NHL, który rozegrał 1100 i więcej spotkań. |             |
| 21 marca        | Matt Stajan (Calgary Flames) wystąpił po raz 1000 w spotkaniu z Anaheim Ducks. Jest 319 zawodnikiem w historii ligi NHL, który rozegrał 1000 i więcej spotkań. |             |
| 25 marca        | Daniel Sedin (Vancouver Canucks) wystąpił po raz 1300 w spotkaniu z Dallas Stars. Jest 63 zawodnikiem w historii ligi NHL, który rozegrał 1300 i więcej spotkań. |             |
| 29 marca        | Brent Seabrook (Chicago Blackhawks) wystąpił po raz 1000 w spotkaniu z Winnipeg Jets. Jest 320 zawodnikiem w historii ligi NHL, który rozegrał 1000 i więcej spotkań. |             |
| 31 marca        | Mike Fisher (Nashville Predators) wystąpił po raz 1100 w spotkaniu z Buffalo Sabres. Jest 188 zawodnikiem w historii ligi NHL, który rozegrał 1100 i więcej spotkań. |             |
| 1 kwietnia      | Aleksandr Owieczkin (Washington Capitals) wystąpił po raz 1000 w spotkaniu z Pittsburgh Penguins. Jest 321 zawodnikiem w historii ligi NHL, który rozegrał 1000 i więcej spotkań. 54, który dokonał tego w jednym klubie. |             |
| 5 kwietnia      | Roberto Luongo (Florida Panthers) wystąpił po raz 1000 w spotkaniu z Boston Bruins. Jest 3 bramkarzem w historii ligi NHL, który rozegrał 1000 i więcej spotkań. Wyprzedzają go jedynie Martin Brodeur (1266) i Patrick Roy (1029).                                                                                              |             |

## Play-off

### Rozstawienie
Po zakończeniu sezonu zasadniczego 16 zespołów zapewniło sobie start w fazie play-off. Drużyna Nashville Predators zdobywca Presidents' Trophy uzyskała najlepszy wynik w lidze zdobywając w 82 spotkaniach 118 punktów. Jest to najwyżej rozstawiona drużyna. Kolejne miejsce rozstawione uzupełnili mistrzowie dywizji: Washington Capitals, Tampa Bay Lightning oraz Vegas Golden Knights.

#### Konferencja Wschodnia
Dywizja atlantycka
1. Tampa Bay Lightning – 113 punktów, mistrz dywizji atlantyckiej i konferencji wschodniej
2. Boston Bruins – 112 punktów
3. Toronto Maple Leafs – 105 punktów

Dywizja metropolitalna
1. Washington Capitals – 105 punktów, mistrz dywizji metropolitalnej
2. Pittsburgh Penguins – 100 punktów
3. Philadelphia Flyers – 98 punktów
4. Columbus Blue Jackets – 97 punktów (39 zwycięstw), dzika karta
5. New Jersey Devils –  97 punktów (39 zwycięstw,) dzika karta

#### Konferencja Zachodnia
Dywizja pacyficzna
1. Vegas Golden Knights – 109 punktów, mistrz dywizji pacyficznej
2. Anaheim Ducks – 101 punktów
3. San Jose Sharks – 100 punktów
4. Los Angeles Kings – 98 punktów, dzika karta

Dywizja centralna
1. Nashville Predators – 117 punktów, mistrz dywizji centralnej i konferencji zachodniej, zdobywca Presidents' Trophy
2. Winnipeg Jets – 114 punktów
3. Minnesota Wild – 101 punktów
4. Colorado Avalanche – 95 punktów, dzika karta

### Drzewko playoff
Faza play-off rozgrywana jest w czterech rundach. Drużyna, która zajęła wyższe miejsce w sezonie zasadniczym w nagrodę zostaje gospodarzem ewentualnego siódmego meczu. Z tym, że zdobywca Presidents' Trophy zawsze jest gospodarzem siódmego meczu. Wszystkie cztery rundy rozgrywane są w formule do czterech zwycięstw według schematu: 2-2-1-1-1, czyli wyżej rozstawiony rozgrywa mecze: 1 i 2 oraz ewentualnie 5 i 7 we własnej hali. Niżej rozstawiona drużyna rozgrywa mecze w swojej hali: trzeci, czwarty oraz ewentualnie szósty.
Mecze play-off rozpoczęły się 11  kwietnia 2018. Wyżej rozstawiona drużyna jest pokazana w górnym rzędzie pary.
|  |                          |                          |                          |                      |                      |                       |                       |                       |  |  |                    |                    |                    |  |  |                        |                        |                        |
|  | Ćwierćfinały Konferencji | Ćwierćfinały Konferencji | Ćwierćfinały Konferencji |                      |                      | Półfinały Konferencji | Półfinały Konferencji | Półfinały Konferencji |  |  | Finały Konferencji | Finały Konferencji | Finały Konferencji |  |  | Finał Pucharu Stanleya | Finał Pucharu Stanleya | Finał Pucharu Stanleya |
|  | Ćwierćfinały Konferencji | Ćwierćfinały Konferencji | Ćwierćfinały Konferencji |                      |                      | Półfinały Konferencji | Półfinały Konferencji | Półfinały Konferencji |  |  | Finały Konferencji | Finały Konferencji | Finały Konferencji |  |  | Finał Pucharu Stanleya | Finał Pucharu Stanleya | Finał Pucharu Stanleya |
|  |                          |                          |                          |                      |                      |                       |                       |                       |  |  |                    |                    |                    |  |  |                        |                        |                        |
|  |                          |                          |                          |                      |                      |                       |                       |                       |  |  |                    |                    |                    |  |  |                        |                        |                        |
|  | M1                       | Washington Capitals      | 4                        |                      |                      |                       |                       |                       |  |  |                    |                    |                    |  |  |                        |                        |                        |
|  | M1                       | Washington Capitals      | 4                        |                      |                      |                       |                       |                       |  |  |                    |                    |                    |  |  |                        |                        |                        |
|  | WC                       | Columbus Blue Jackets    | 2                        |                      |                      |                       |                       |                       |  |  |                    |                    |                    |  |  |                        |                        |                        |
|  | WC                       | Columbus Blue Jackets    | 2                        | M1                   | Washington Capitals  | 4                     |                       |                       |  |  |                    |                    |                    |  |  |                        |                        |                        |
|  |                          |                          |                          | M1                   | Washington Capitals  | 4                     |                       |                       |  |  |                    |                    |                    |  |  |                        |                        |                        |
|  | M2                       | Pittsburgh Penguins      | 2                        |                      |                      |                       |                       |                       |  |  |                    |                    |                    |  |  |                        |                        |                        |
|  | M2                       | Pittsburgh Penguins      | 2                        | M2                   | Pittsburgh Penguins  | 4                     |                       |                       |  |  |                    |                    |                    |  |  |                        |                        |                        |
|  |                          |                          |                          | M2                   | Pittsburgh Penguins  | 4                     |                       |                       |  |  |                    |                    |                    |  |  |                        |                        |                        |
|  | M3                       | Philadelphia Flyers      | 2                        |                      |                      |                       |                       |                       |  |  |                    |                    |                    |  |  |                        |                        |                        |
|  | M3                       | Philadelphia Flyers      | 2                        | A1                   | Tampa Bay Lightning  | 3                     |                       |                       |  |  |                    |                    |                    |  |  |                        |                        |                        |
|  | Konferencja Wschodnia    |                          |                          | A1                   | Tampa Bay Lightning  | 3                     |                       |                       |  |  |                    |                    |                    |  |  |                        |                        |                        |
|  |                          |                          | M1                       | Washington Capitals  | 4                    |                       |                       |                       |  |  |                    |                    |                    |  |  |                        |                        |                        |
|  | A2                       | Boston Bruins            | M1                       | Washington Capitals  | 4                    | 4                     |                       |                       |  |  |                    |                    |                    |  |  |                        |                        |                        |
|  | A2                       | Boston Bruins            |                          |                      |                      | 4                     |                       |                       |  |  |                    |                    |                    |  |  |                        |                        |                        |
|  | A3                       | Toronto Maple Leafs      | 3                        |                      |                      |                       |                       |                       |  |  |                    |                    |                    |  |  |                        |                        |                        |
|  | A3                       | Toronto Maple Leafs      | 3                        | A1                   | Tampa Bay Lightning  | 4                     |                       |                       |  |  |                    |                    |                    |  |  |                        |                        |                        |
|  |                          |                          |                          | A1                   | Tampa Bay Lightning  | 4                     |                       |                       |  |  |                    |                    |                    |  |  |                        |                        |                        |
|  | A2                       | Boston Bruins            | 1                        |                      |                      |                       |                       |                       |  |  |                    |                    |                    |  |  |                        |                        |                        |
|  | A2                       | Boston Bruins            | 1                        | A1                   | Tampa Bay Lightning  | 4                     |                       |                       |  |  |                    |                    |                    |  |  |                        |                        |                        |
|  |                          |                          |                          | A1                   | Tampa Bay Lightning  | 4                     |                       |                       |  |  |                    |                    |                    |  |  |                        |                        |                        |
|  | WC                       | New Jersey Devils        | 1                        |                      |                      |                       |                       |                       |  |  |                    |                    |                    |  |  |                        |                        |                        |
|  | WC                       | New Jersey Devils        | 1                        | M1                   | Washington Capitals  | 4                     |                       |                       |  |  |                    |                    |                    |  |  |                        |                        |                        |
|  |                          |                          |                          |                      |                      |                       |                       |                       |  |  |                    |                    |                    |  |  |                        |                        |                        |
|  |                          |                          | P1                       | Vegas Golden Knights | 1                    |                       |                       |                       |  |  |                    |                    |                    |  |  |                        |                        |                        |
|  | C1                       | Nashvill Predators       | P1                       | Vegas Golden Knights | 1                    | 4                     |                       |                       |  |  |                    |                    |                    |  |  |                        |                        |                        |
|  | C1                       | Nashvill Predators       |                          |                      |                      | 4                     |                       |                       |  |  |                    |                    |                    |  |  |                        |                        |                        |
|  | WC                       | Colorado Avalanche       | 2                        |                      |                      |                       |                       |                       |  |  |                    |                    |                    |  |  |                        |                        |                        |
|  | WC                       | Colorado Avalanche       | 2                        | C1                   | Nashville Predators  | 3                     |                       |                       |  |  |                    |                    |                    |  |  |                        |                        |                        |
|  |                          |                          |                          | C1                   | Nashville Predators  | 3                     |                       |                       |  |  |                    |                    |                    |  |  |                        |                        |                        |
|  | C2                       | Winnipeg Jets            | 4                        |                      |                      |                       |                       |                       |  |  |                    |                    |                    |  |  |                        |                        |                        |
|  | C2                       | Winnipeg Jets            | 4                        | C2                   | Winnipeg Jetts       | 4                     |                       |                       |  |  |                    |                    |                    |  |  |                        |                        |                        |
|  |                          |                          |                          | C2                   | Winnipeg Jetts       | 4                     |                       |                       |  |  |                    |                    |                    |  |  |                        |                        |                        |
|  | C3                       | Minnesota Wild           | 1                        |                      |                      |                       |                       |                       |  |  |                    |                    |                    |  |  |                        |                        |                        |
|  | C3                       | Minnesota Wild           | 1                        | C2                   | Winnipeg Jets        | 1                     |                       |                       |  |  |                    |                    |                    |  |  |                        |                        |                        |
|  | Konferencja Zachodnia    |                          |                          | C2                   | Winnipeg Jets        | 1                     |                       |                       |  |  |                    |                    |                    |  |  |                        |                        |                        |
|  |                          |                          | P1                       | Vegas Golden Knights | 4                    |                       |                       |                       |  |  |                    |                    |                    |  |  |                        |                        |                        |
|  | P2                       | Anaheim Ducks            | P1                       | Vegas Golden Knights | 4                    | 0                     |                       |                       |  |  |                    |                    |                    |  |  |                        |                        |                        |
|  | P2                       | Anaheim Ducks            |                          |                      |                      | 0                     |                       |                       |  |  |                    |                    |                    |  |  |                        |                        |                        |
|  | P3                       | San Jose Sharks          | 4                        |                      |                      |                       |                       |                       |  |  |                    |                    |                    |  |  |                        |                        |                        |
|  | P3                       | San Jose Sharks          | 4                        | P1                   | Vegas Golden Knights | 4                     |                       |                       |  |  |                    |                    |                    |  |  |                        |                        |                        |
|  |                          |                          |                          | P1                   | Vegas Golden Knights | 4                     |                       |                       |  |  |                    |                    |                    |  |  |                        |                        |                        |
|  | P3                       | San Jose Sharks          | 2                        |                      |                      |                       |                       |                       |  |  |                    |                    |                    |  |  |                        |                        |                        |
|  | P3                       | San Jose Sharks          | 2                        | P1                   | Vegas Golden Knights | 4                     |                       |                       |  |  |                    |                    |                    |  |  |                        |                        |                        |
|  |                          |                          |                          | P1                   | Vegas Golden Knights | 4                     |                       |                       |  |  |                    |                    |                    |  |  |                        |                        |                        |
|  | WC                       | Los Angeles Kings        | 0                        |                      |                      |                       |                       |                       |  |  |                    |                    |                    |  |  |                        |                        |                        |
|  | WC                       | Los Angeles Kings        | 0                        |                      |                      |                       |                       |                       |  |  |                    |                    |                    |  |  |                        |                        |                        |
|  |                          |                          |                          |                      |                      |                       |                       |                       |  |  |                    |                    |                    |  |  |                        |                        |                        |

### Wyniki spotkań playoff
| KONFERENCJA WSCHODNIA     |                            |             |               |               |               |               |               |               |               |
| Drużyna wyżej rozstawiona | Drużyna niżej rozstawiona  | Wynik serii | Wyniki meczów | Wyniki meczów | Wyniki meczów | Wyniki meczów | Wyniki meczów | Wyniki meczów | Wyniki meczów |
| Drużyna wyżej rozstawiona | Drużyna niżej rozstawiona  | Wynik serii | 1.            | 2.            | 3.            | 4.            | 5.            | 6.            | 7.            |
| Ćwierćfinały              |                            |             |               |               |               |               |               |               |               |
| Washington Capitals (M1)  | Columbus Blue Jackets (WC) | 4 : 2       | 12 kwietnia   | 15 kwietnia   | 17 kwietnia   | 19 kwietnia   | 21 kwietnia   | 23 kwietnia   |               |
| Washington Capitals (M1)  | Columbus Blue Jackets (WC) | 4 : 2       | 3 : 4D        | 4 : 5D        | 3 : 22D       | 4 : 1         | 4 : 3D        | 6 : 3         |               |
| Pittsburgh Penguins (M2)  | Philadelphia Flyers (M3)   | 4 : 2       | 11 kwietnia   | 13 kwietnia   | 15 kwietnia   | 18 kwietnia   | 20 kwietnia   | 22 kwietnia   |               |
| Pittsburgh Penguins (M2)  | Philadelphia Flyers (M3)   | 4 : 2       | 7 : 0         | 1 : 5         | 5 : 1         | 5 : 0         | 2 : 4         | 8 : 5         |               |
| Tampa Bay Lightning (A1)  | New Jersey Devils (WC)     | 4 : 1       | 12 kwietnia   | 14 kwietnia   | 16 kwietnia   | 18 kwietnia   | 21 kwietnia   |               |               |
| Tampa Bay Lightning (A1)  | New Jersey Devils (WC)     | 4 : 1       | 5 : 2         | 5 : 3         | 2 : 5         | 3 : 1         | 3 : 1         |               |               |
| Boston Bruins (A2)        | Toronto Maple Leafs (A3)   | 4 : 3       | 12 kwietnia   | 14 kwietnia   | 16 kwietnia   | 19 kwietnia   | 21 kwietnia   | 23 kwietnia   | 25 kwietnia   |
| Boston Bruins (A2)        | Toronto Maple Leafs (A3)   | 4 : 3       | 5 : 1         | 7 : 3         | 2 : 4         | 3 : 1         | 3 : 4         | 1 : 3         | 7 : 4         |
| Półfinały                 |                            |             |               |               |               |               |               |               |               |
| Washington Capitals (M1)  | Pittsburgh Penguins (M2)   | 4 : 2       | 26 kwietnia   | 29 kwietnia   | 1 maja        | 3 maja        | 5 maja        | 7 maja        |               |
| Washington Capitals (M1)  | Pittsburgh Penguins (M2)   | 4 : 2       | 2 : 3         | 4 : 1         | 4 : 3         | 1 : 3         | 6 : 3         | 2 : 1D        |               |
| Tampa Bay Lightning (A1)  | Boston Bruins (A2)         | 4 : 1       | 28 kwietnia   | 30 kwietnia   | 2 maja        | 4 maja        | 6 maja        |               |               |
| Tampa Bay Lightning (A1)  | Boston Bruins (A2)         | 4 : 1       | 2 : 6         | 4 :2          | 4 : 1         | 4 : 3D        | 3 : 1         |               |               |
| Finał                     |                            |             |               |               |               |               |               |               |               |
| Tampa Bay Lightning (A1)  | Washington Capitals (M1)   | 3 : 4       | 11 maja       | 13 maja       | 15 maja       | 17 maja       | 19 maja       | 21 maja       | 23 maja       |
| Tampa Bay Lightning (A1)  | Washington Capitals (M1)   | 3 : 4       | 2 : 4         | 2 : 6         | 4 : 2         | 4 : 2         | 3 : 2         | 0 : 3         | 0 : 4         |

| KONFERENCJA ZACHODNIA     |                           |             |               |               |               |               |               |               |               |
| Drużyna wyżej rozstawiona | Drużyna niżej rozstawiona | Wynik serii | Wyniki meczów | Wyniki meczów | Wyniki meczów | Wyniki meczów | Wyniki meczów | Wyniki meczów | Wyniki meczów |
| Drużyna wyżej rozstawiona | Drużyna niżej rozstawiona | Wynik serii | 1.            | 2.            | 3.            | 4.            | 5.            | 6.            | 7.            |
| Ćwierćfinały              |                           |             |               |               |               |               |               |               |               |
| Nashville Predators (C1)  | Colorado Avalanche (WC)   | 4 : 2       | 12 kwietnia   | 14 kwietnia   | 16 kwietnia   | 18 kwietnia   | 20 kwietnia   | 22 kwietnia   |               |
| Nashville Predators (C1)  | Colorado Avalanche (WC)   | 4 : 2       | 5 : 2         | 5 : 4         | 3 : 5         | 3 : 2         | 1 : 2         | 5 : 0         |               |
| Winnipeg Jets (C2)        | Minnesota Wild (C3)       | 4 : 1       | 11 kwietnia   | 13 kwietnia   | 15 kwietnia   | 17 kwietnia   | 20 kwietnia   |               |               |
| Winnipeg Jets (C2)        | Minnesota Wild (C3)       | 4 : 1       | 3 : 2         | 4 : 1         | 2 : 6         | 2 : 0         | 5 : 0         |               |               |
| Vegas Golden Knights (P1) | Los Angeles Kings (WC)    | 4 : 0       | 11 kwietnia   | 13 kwietnia   | 15 kwietnia   | 17 kwietnia   |               |               |               |
| Vegas Golden Knights (P1) | Los Angeles Kings (WC)    | 4 : 0       | 1 : 0         | 2 : 12D       | 3 : 2         | 1 : 0         |               |               |               |
| Anaheim Ducks (P2)        | San Jose Sharks (P3)      | 0 : 4       | 12 kwietnia   | 14 kwietnia   | 16 kwietnia   | 18 kwietnia   |               |               |               |
| Anaheim Ducks (P2)        | San Jose Sharks (P3)      | 0 : 4       | 0 : 3         | 2 : 3         | 1 : 8         | 1 : 2         |               |               |               |
| Półfinały                 |                           |             |               |               |               |               |               |               |               |
| Nashville Predators (C1)  | Winnipeg Jets (C2)        | 3 : 4       | 27 kwietnia   | 29 kwietnia   | 1 maja        | 3 maja        | 5 maja        | 7 maja        | 10 maja       |
| Nashville Predators (C1)  | Winnipeg Jets (C2)        | 3 : 4       | 1 : 4         | 5 : 42D       | 4 : 7         | 2 : 1         | 2 : 6         | 4 : 0         | 1 : 5         |
| Vegas Golden Knights (P1) | San Jose Sharks (P3)      | 4 : 2       | 26 kwietnia   | 28 kwietnia   | 30 kwietnia   | 2 maja        | 4 maja        | 6 maja        |               |
| Vegas Golden Knights (P1) | San Jose Sharks (P3)      | 4 : 2       | 7 : 0         | 3 : 42D       | 4 : 3D        | 0 : 4         | 5 : 3         | 3 : 0         |               |
| Finał                     |                           |             |               |               |               |               |               |               |               |
| Winnipeg Jets (C2)        | Vegas Golden Knights (P1) | 1 : 4       | 12 maja       | 14 maja       | 16 maja       | 18 maja       | 20 maja       |               |               |
| Winnipeg Jets (C2)        | Vegas Golden Knights (P1) | 1 : 4       | 4 : 2         | 1 : 3         | 2 : 4         | 2 : 3         | 1 : 2         |               |               |

| Szczegóły meczu | Szczegóły meczu                         | Szczegóły meczu                                                                                            | Szczegóły meczu                                                                                      | Szczegóły meczu                                 | Szczegóły meczu                                    |
| Tercja | Stan meczu                              | Zdobywcy bramek                                                                                            | Zdobywcy bramek                                                                                      | Kary                                            | Kary                                               |
| Tercja | Stan meczu                              | Strzelec                                                                                                   | Asysta                                                                                               | Ukarany zawodnik                                | Przewinienie                                       |
| --- | --------------------------------------- | --- | --- | ----------------------------------------------- | -------------------------------------------------- |
| 1 (2 : 2) | 1 : 0 VGK 1 : 1 WSH 1 : 2 WSH 2 : 2 VGK | 07:15 Colin Miller (3) PPG 14:41 Brett Connolly (5) 15:23 Nicklas Bäckström (5) 18:19 William Karlsson (7) | E.Haula (5) M.Kempný (2), A.Burakovsky (1) T.J. Oshie (9), J.Vrána (5) R.Smith (15), D.Engelland (1) | 05:53 André Burakovsky (WSH)                    | wrzucenie na bandę                                 |
| 2 (1 : 1) | 3 : 2 VGK 3 : 3 WSH                     | 23:21 Reilly Smith (3) 28:29 John Carlson (4)                                                              | D.Engelland (2), J.Marchessault (11) T.J. Oshie (10), N.Bäckström (13)                               | 33:55 David Perron (VGK)                        | nadmiar zawodników na lodzie                       |
| 3 (3 : 1) | 3 : 4 WSH 4 : 4 VGK 5 : 4 VGK 6 : 4 VGK | 41:10 Tom Wilson (4) 42:41 Ryan Reaves (2) 49:44 Tomáš Nosek (2) 59:57 Tomáš Nosek (3) EN                  | A.Owieczkin (11), J.Kuzniecow (14) bez asysty S.Theodore (6), P.-É. Bellemare (2) D.Perron (8)       | 45:53 Tom Wilson (WSH) 45:53 David Perron (VGK) | przeszkadzanie w grze atak kijem trzymanym oburącz |
| Statystyki bramkarzy | Statystyki bramkarzy                    | Marc-André Fleury (VGK) Braden Holtby (WSH)                                                                | Czas gry – 60:00 Czas gry – 58:12                                                                    | 24 obrony / 28 strzałów 28 obron / 33 strzały   | SV% – .857 SV% – .848                              |
| Objaśnienia: PPG – gol w przewadze, SHG – gol w osłabieniu, EN – gol do pustej bramki, OT – dogrywka, SV% – procent obronionych strzałów |                                         | | |                                                 |                                                    |
| \| Trzy gwiazdy meczu \| Trzy gwiazdy meczu \| Trzy gwiazdy meczu \| Trzy gwiazdy meczu \| Trzy gwiazdy meczu \| Trzy gwiazdy meczu \| \| 1 \| 1 \| 2 \| 2 \| 3 \| 3 \| \| ------------------ \| -------------------------------- \| ------------------ \| ---------------------------------- \| ------------------ \| ------------------------------------- \| \| \| Tomáš Nosek Vegas Golden Knights \| \| Shea Theodore Vegas Golden Knights \| \| Deryk Engelland Vegas Golden Knights] \| |                                         | | |                                                 |                                                    |
| Trzy gwiazdy meczu |                                         | | |                                                 |                                                    |
| 1 | 1                                       | 2 | 2 | 3                                               | 3                                                  |
| | Tomáš Nosek Vegas Golden Knights        | | Shea Theodore Vegas Golden Knights                                                                   |                                                 | Deryk Engelland Vegas Golden Knights]              |

| Trzy gwiazdy meczu | Trzy gwiazdy meczu               | Trzy gwiazdy meczu | Trzy gwiazdy meczu                 | Trzy gwiazdy meczu | Trzy gwiazdy meczu                    |
| 1                  | 1                                | 2                  | 2                                  | 3                  | 3                                     |
| ------------------ | -------------------------------- | ------------------ | ---------------------------------- | ------------------ | ------------------------------------- |
|                    | Tomáš Nosek Vegas Golden Knights |                    | Shea Theodore Vegas Golden Knights |                    | Deryk Engelland Vegas Golden Knights] |

| Szczegóły meczu | Szczegóły meczu                   | Szczegóły meczu                                                                       | Szczegóły meczu                                                                            | Szczegóły meczu | Szczegóły meczu |
| Tercja | Stan meczu                        | Zdobywcy bramek                                                                       | Zdobywcy bramek                                                                            | Kary | Kary |
| Tercja | Stan meczu                        | Strzelec                                                                              | Asysta                                                                                     | Ukarany zawodnik | Przewinienie |
| --- | --------------------------------- | ------------------------------------------------------------------------------------- | ------------------------------------------------------------------------------------------ | --- | --- |
| 1 (1 : 1) | 1 : 0 VGK 1 : 1 WSH               | 07:58 James Neal (5) 17:27 Lars Eller (6)                                             | L.Sbisa (3), C.Miller (2) M.Kempný (3), A.Burakovsky (2)                                   | 16:43 T.J. Oshie (WSH) 16:43 Deryk Engelland (VGK) | nadmierna ostrość w grze |
| 2 (1 : 2) | 1 : 2 WSH 1 : 3 WSH 2 : 3 VGK     | 25:38 Aleksandr Owieczkin (13) PPG 29:41 Brooks Orpik (1) 37:47 Shea Theodore (3) PPG | L.Eller (10), N.Bäckström (14) L.Eller (11), A.Burakovsky (3) R.Smith (16), W.Karlsson (8) | 22:04 Brooks Orpik (WSH) 25:13 Alex Tuch (VGK) 26:56 Nicklas Bäckström (WSH) 26:56 Erik Haula (VGK) 30:10 Ryan Reaves (VGK) 31:42 Dmitrij Orłow (WSH) 37:27 T.J. Oshie (WSH) | niedozwolony atak na głowę atak kijem trzymanym oburącz trzymanie przeciwnika nadmierna ostrość w grze zahaczanie przeszkadzanie w grze |
| 3 (0 : 0) |                                   |                                                                                       |                                                                                            | 43:13 Tom Wilson (WSH) 44:05 Lars Eller (WSH) 60:00 Erik Haula (VGK) 60:00 Erik Haula (VGK)                                                                                  | przeszkadzanie w grze zahaczanie uderzanie kijem niesportowe zachowanie                                                                 |
| Statystyki bramkarzy | Statystyki bramkarzy              | Marc-André Fleury (VGK) Braden Holtby (WSH)                                           | Czas gry – 58:01 Czas gry – 60:00                                                          | 23 obrony / 26 strzałów 37 obron / 39 strzałów | SV% – .885 SV% – .949 |
| Objaśnienia: PPG – gol w przewadze, SHG – gol w osłabieniu, EN – gol do pustej bramki, OT – dogrywka, SV% – procent obronionych strzałów |                                   |                                                                                       |                                                                                            | | |
| \| Trzy gwiazdy meczu \| Trzy gwiazdy meczu \| Trzy gwiazdy meczu \| Trzy gwiazdy meczu \| Trzy gwiazdy meczu \| Trzy gwiazdy meczu \| \| 1 \| 1 \| 2 \| 2 \| 3 \| 3 \| \| ------------------ \| --------------------------------- \| ------------------ \| ------------------------------ \| ------------------ \| ------------------------------- \| \| \| Braden Holtby Washington Capitals \| \| Lars Eller Washington Capitals \| \| James Neal Vegas Golden Knights \| |                                   |                                                                                       |                                                                                            | | |
| Trzy gwiazdy meczu |                                   |                                                                                       |                                                                                            | | |
| 1 | 1                                 | 2                                                                                     | 2                                                                                          | 3 | 3 |
| | Braden Holtby Washington Capitals |                                                                                       | Lars Eller Washington Capitals                                                             | | James Neal Vegas Golden Knights |

| Trzy gwiazdy meczu | Trzy gwiazdy meczu                | Trzy gwiazdy meczu | Trzy gwiazdy meczu             | Trzy gwiazdy meczu | Trzy gwiazdy meczu              |
| 1                  | 1                                 | 2                  | 2                              | 3                  | 3                               |
| ------------------ | --------------------------------- | ------------------ | ------------------------------ | ------------------ | ------------------------------- |
|                    | Braden Holtby Washington Capitals |                    | Lars Eller Washington Capitals |                    | James Neal Vegas Golden Knights |

| Szczegóły meczu | Szczegóły meczu                         | Szczegóły meczu                                               | Szczegóły meczu                                               | Szczegóły meczu                                                                      | Szczegóły meczu                                         |
| Tercja | Stan meczu                              | Zdobywcy bramek                                               | Zdobywcy bramek                                               | Kary                                                                                 | Kary                                                    |
| Tercja | Stan meczu                              | Strzelec                                                      | Asysta                                                        | Ukarany zawodnik                                                                     | Przewinienie                                            |
| --- | --------------------------------------- | ------------------------------------------------------------- | ------------------------------------------------------------- | ------------------------------------------------------------------------------------ | ------------------------------------------------------- |
| 1 (0 : 0) |                                         |                                                               |                                                               | 05:04 Devante Smith-Pelly (WSH) 11:12 Reilly Smith (VGK)                             | przeszkadzanie w grze bramkarzowi trzymanie przeciwnika |
| 2 (2 : 0) | 1 : 0 WSH 2 : 0 WSH                     | 21:10 Aleksandr Owieczkin (14) 32:50 Jewgienij Kuzniecow (12) | J.Carlson (1), J.Kuzniecow (15) J.Beagle (5), T.J. Oshie (11) | 29:55 Erik Haula (VGK) 38:34 Devante Smith-Pelly (WSH) 39:38 Marc-André Fleury (VGK) | zahaczanie spowodowanie upadku przeciwnika              |
| 3 (1 : 1) | 2 : 1 VGK 3 : 1 WSH                     | 43:29 Tomáš Nosek (4) 53:53 Devante Smith-Pelly (5)           | P.-É. Bellemare (3) J.Beagle (6)                              | 47:35 Deryk Engelland (VGK)                                                          | spowodowanie upadku przeciwnika                         |
| Statystyki bramkarzy | Statystyki bramkarzy                    | Marc-André Fleury (VGK) Braden Holtby (WSH)                   | Czas gry – 57:23 Czas gry – 60:00                             | 23 obrony / 26 strzałów 21 obron / 22 strzały                                        | SV% – .885 SV% – .955                                   |
| Objaśnienia: PPG – gol w przewadze, SHG – gol w osłabieniu, EN – gol do pustej bramki, OT – dogrywka, SV% – procent obronionych strzałów |                                         |                                                               |                                                               |                                                                                      |                                                         |
| \| Trzy gwiazdy meczu \| Trzy gwiazdy meczu \| Trzy gwiazdy meczu \| Trzy gwiazdy meczu \| Trzy gwiazdy meczu \| Trzy gwiazdy meczu \| \| 1 \| 1 \| 2 \| 2 \| 3 \| 3 \| \| ------------------ \| --------------------------------------- \| ------------------ \| ------------------------------ \| ------------------ \| --------------------------------- \| \| \| Jewgienij Kuzniecow Washington Capitals \| \| Jay Beagle Washington Capitals \| \| Braden Holtby Washington Capitals \| |                                         |                                                               |                                                               |                                                                                      |                                                         |
| Trzy gwiazdy meczu |                                         |                                                               |                                                               |                                                                                      |                                                         |
| 1 | 1                                       | 2                                                             | 2                                                             | 3                                                                                    | 3                                                       |
| | Jewgienij Kuzniecow Washington Capitals |                                                               | Jay Beagle Washington Capitals                                |                                                                                      | Braden Holtby Washington Capitals                       |

| Trzy gwiazdy meczu | Trzy gwiazdy meczu                      | Trzy gwiazdy meczu | Trzy gwiazdy meczu             | Trzy gwiazdy meczu | Trzy gwiazdy meczu                |
| 1                  | 1                                       | 2                  | 2                              | 3                  | 3                                 |
| ------------------ | --------------------------------------- | ------------------ | ------------------------------ | ------------------ | --------------------------------- |
|                    | Jewgienij Kuzniecow Washington Capitals |                    | Jay Beagle Washington Capitals |                    | Braden Holtby Washington Capitals |

| Szczegóły meczu | Szczegóły meczu                         | Szczegóły meczu                                                                                  | Szczegóły meczu | Szczegóły meczu | Szczegóły meczu |
| Tercja | Stan meczu                              | Zdobywcy bramek                                                                                  | Zdobywcy bramek | Kary | Kary |
| Tercja | Stan meczu                              | Strzelec                                                                                         | Asysta | Ukarany zawodnik | Przewinienie |
| --- | --------------------------------------- | ------------------------------------------------------------------------------------------------ | --- | --- | --- |
| 1 (3 : 0) | 1 : 0 WSH 2 : 0 WSH 3 : 0 WSH           | 09:54 T.J. Oshie (8) PPG 16:26 Tom Wilson (5) 19:39 Devante Smith-Pelly (6)                      | J.Kuzniecow (16), T.Bäckström (15) J.Kuzniecow (17) M.Niskanen (8), A.Owieczkin (12)                                            | 03:58 John Carlson (WSH) 09:22 Colin Miller (VGK) | spowodowanie upadku przeciwnika |
| 2 (1 : 0) | 4 : 0 WSH                               | 35:23 John Carlson (5) PPG                                                                       | J.Kuzniecow (18), T.J. Oshie (12)                                                                                               | 25:21 John Carlson (WSH) 29:18 Tom Wilson (WSH) 34:45 James Neal (VGK) | spowodowanie upadku przeciwnika atak kijem trzymanym oburącz uderzanie kijem                                                                                 |
| 3 (2 : 2) | 4 : 1 VGK 4 : 2 VGK 5 : 2 WSH 6 : 2 WSH | 45:43 James Neal (6) 52:26 Reilly Smith (4) 53:39 Michal Kempný (2) 58:51 Brett Connolly (6) PPG | E.Haula (6), C.Miller (3) J.Marchessault (12), L.Sbisa (4) T.Bäckström (16), T.J. Oshie (13) T.Bäckström (17), J.Kuzniecow (19) | 41:33 Erik Haula (VGK) 43:42 Jewgienij Kuzniecow (WSH) 53:03 Ryan Reaves (VGK) 53:03 Tom Wilson (WSH) 56:57 Nate Schmidt (VGK) 57:44 Brayden McNabb (VGK) 57:44 Deryk Engelland (VGK) 57:44 T.J. Oshie (WSH) 59:17 Ryan Reaves (VGK) | uderzanie kijem spowodowanie upadku przeciwnika nadmierna ostrość w grze spowodowanie upadku przeciwnika atak kijem trzymanym oburącz niesportowe zachowanie |
| Statystyki bramkarzy | Statystyki bramkarzy                    | Marc-André Fleury (VGK) Braden Holtby (WSH)                                                      | Czas gry – 60:00 Czas gry – 60:00                                                                                               | 17 obron / 23 strzały 28 obron / 30 strzałów | SV% – .739 SV% – .955 |
| Objaśnienia: PPG – gol w przewadze, SHG – gol w osłabieniu, EN – gol do pustej bramki, OT – dogrywka, SV% – procent obronionych strzałów |                                         |                                                                                                  | | | |
| \| Trzy gwiazdy meczu \| Trzy gwiazdy meczu \| Trzy gwiazdy meczu \| Trzy gwiazdy meczu \| Trzy gwiazdy meczu \| Trzy gwiazdy meczu \| \| 1 \| 1 \| 2 \| 2 \| 3 \| 3 \| \| ------------------ \| ------------------------------ \| ------------------ \| --------------------------------------- \| ------------------ \| --------------------------------- \| \| \| T.J. Oshie Washington Capitals \| \| Jewgienij Kuzniecow Washington Capitals \| \| Braden Holtby Washington Capitals \| |                                         |                                                                                                  | | | |
| Trzy gwiazdy meczu |                                         |                                                                                                  | | | |
| 1 | 1                                       | 2                                                                                                | 2 | 3 | 3 |
| | T.J. Oshie Washington Capitals          |                                                                                                  | Jewgienij Kuzniecow Washington Capitals                                                                                         | | Braden Holtby Washington Capitals |

| Trzy gwiazdy meczu | Trzy gwiazdy meczu             | Trzy gwiazdy meczu | Trzy gwiazdy meczu                      | Trzy gwiazdy meczu | Trzy gwiazdy meczu                |
| 1                  | 1                              | 2                  | 2                                       | 3                  | 3                                 |
| ------------------ | ------------------------------ | ------------------ | --------------------------------------- | ------------------ | --------------------------------- |
|                    | T.J. Oshie Washington Capitals |                    | Jewgienij Kuzniecow Washington Capitals |                    | Braden Holtby Washington Capitals |

| Szczegóły meczu | Szczegóły meczu                                   | Szczegóły meczu | Szczegóły meczu | Szczegóły meczu | Szczegóły meczu |
| Tercja | Stan meczu                                        | Zdobywcy bramek | Zdobywcy bramek | Kary | Kary |
| Tercja | Stan meczu                                        | Strzelec | Asysta | Ukarany zawodnik | Przewinienie |
| --- | ------------------------------------------------- | --- | --- | --- | --- |
| 1 (0 : 0) |                                                   | | | 11:44 Colin Miller (VGK) | przeszkadzanie w grze |
| 2 (3 : 2) | 0 : 1 WSH 1 : 1 VGK 1 : 2 WSH 2 : 2 VGK 3 : 2 VGK | 26:24 Jakub Vrána (3) 29:40 Nate Schmidt (3) 30:14 Aleksander Owieczkin (15) PPG 32:56 David Perron (1) 39:31 Reilly Smith (5) PPG | T.Wilson (10), J.Kuzniecow (20) R.Smith (17), J.Marchessault (13) N.Bäckström (18), J.Carlson (15) T.Tatar (1), C.Miller (4) A.Tuch (4), S.Theodore (7) | 20:21 Shea Theodore (VGK) 23:19 Christian Djoos (WSH) 29:51 Brayden McNabb (VGK) 37:46 Aleksander Owieczkin (WSH) 39:31 Brooks Orpik (WSH) 39:31 Reilly Smith (VGK) 39:31 Alex Tuch (VGK) 39:31 Jay Beagle (WSH) | spowodowanie upadku przeciwnika niebezpieczna gra wysokim kijem spowodowanie upadku przeciwnika nadmierna ostrość w grze |
| 3 (0 : 2) |                                                   | 49:52 Devante Smith-Pelly (7) 52:23 Lars Eller (7)                                                                                 | B.Orpik (4) B.Connolly (3), A.Burakovsky (4) | 45:37 Tomáš Tatar (VGK) | zahaczanie |
| Statystyki bramkarzy | Statystyki bramkarzy                              | Marc-André Fleury (VGK) Braden Holtby (WSH)                                                                                        | Czas gry – 57:56 Czas gry – 59:57 | 29 obron / 33 strzały 28 obron / 31 strzałów | SV% – .879 SV% – .903 |
| Objaśnienia: PPG – gol w przewadze, SHG – gol w osłabieniu, EN – gol do pustej bramki, OT – dogrywka, SV% – procent obronionych strzałów |                                                   | | | | |
| \| Trzy gwiazdy meczu \| Trzy gwiazdy meczu \| Trzy gwiazdy meczu \| Trzy gwiazdy meczu \| Trzy gwiazdy meczu \| Trzy gwiazdy meczu \| \| 1 \| 1 \| 2 \| 2 \| 3 \| 3 \| \| ------------------ \| ------------------------------ \| ------------------ \| --------------------------------------- \| ------------------ \| --------------------------------- \| \| \| Lars Eller Washington Capitals \| \| Devante Smith-Pelly Washington Capitals \| \| David Perron Vegas Golden Knights \| |                                                   | | | | |
| Trzy gwiazdy meczu |                                                   | | | | |
| 1 | 1                                                 | 2 | 2 | 3 | 3 |
| | Lars Eller Washington Capitals                    | | Devante Smith-Pelly Washington Capitals | | David Perron Vegas Golden Knights                                                                                        |

| Trzy gwiazdy meczu | Trzy gwiazdy meczu             | Trzy gwiazdy meczu | Trzy gwiazdy meczu                      | Trzy gwiazdy meczu | Trzy gwiazdy meczu                |
| 1                  | 1                              | 2                  | 2                                       | 3                  | 3                                 |
| ------------------ | ------------------------------ | ------------------ | --------------------------------------- | ------------------ | --------------------------------- |
|                    | Lars Eller Washington Capitals |                    | Devante Smith-Pelly Washington Capitals |                    | David Perron Vegas Golden Knights |

### Najlepsi zawodnicy playoff
Zawodnicy z pola
| Punkty                                                                                                   | Punkty | Gole                      | Gole | Asysty                                      | Asysty | +/-                                 | +/- |
| --- | ------ | ------------------------- | ---- | ------------------------------------------- | ------ | ----------------------------------- | --- |
| Jewgienij Kuzniecow (WSH)                                                                                | 32     | Aleksandr Owieczkin (WSH) | 15   | Jewgienij Kuzniecow (WSH)                   | 20     | Brooks Orpik (WSH)                  | +17 |
| Aleksandr Owieczkin (WSH)                                                                                | 27     | Mark Scheifele (WPG)      | 14   | Blake Wheeler (WPG) Nicklas Bäckström (WSH) | 18     | Jewgienij Kuzniecow (WSH)           | +12 |
| Nicklas Bäckström (WSH)                                                                                  | 23     | Jewgienij Kuzniecow (WSH) | 12   | Blake Wheeler (WPG) Nicklas Bäckström (WSH) | 18     | John Carlson (WSH) Tom Wilson (WSH) | +11 |
| Reilly Smith (VGK)                                                                                       | 22     | Jake Guentzel (PIT)       | 10   | Reilly Smith (VGK)                          | 17     | John Carlson (WSH) Tom Wilson (WSH) | +11 |
| Jake Guentzel (PIT) Sidney Crosby (PIT) Blake Wheeler (WPG) Jonathan Marchessault (VGK) T.J. Oshie (WSH) | 21     | Sidney Crosby (PIT)       | 9    | John Carlson (WSH)                          | 15     | Jake Guentzel (PIT)                 | +10 |

Bramkarze

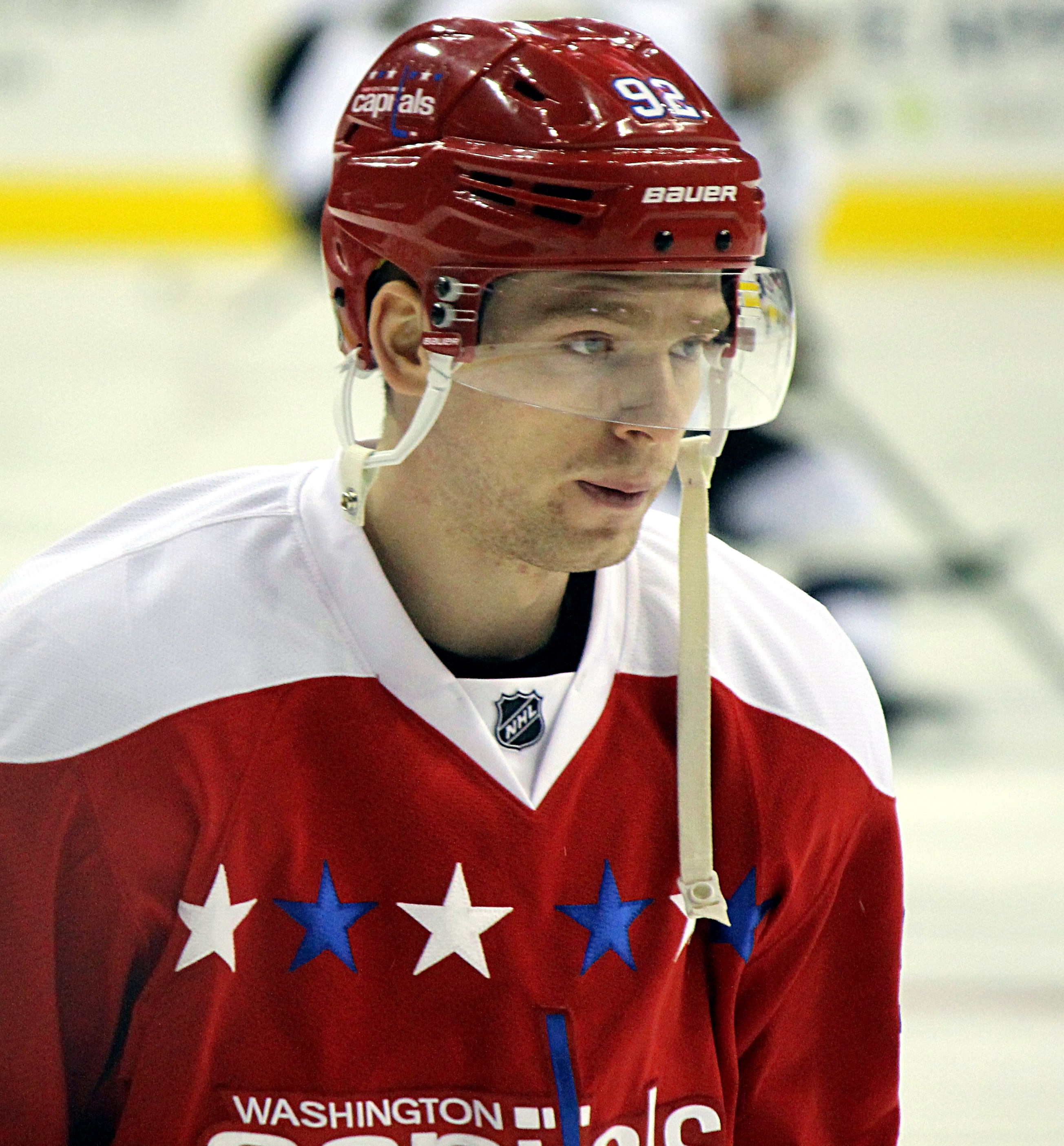
Jewgienij Kuzniecow

W zestawieniu ujęto bramkarzy grających przez co najmniej 600 minut.

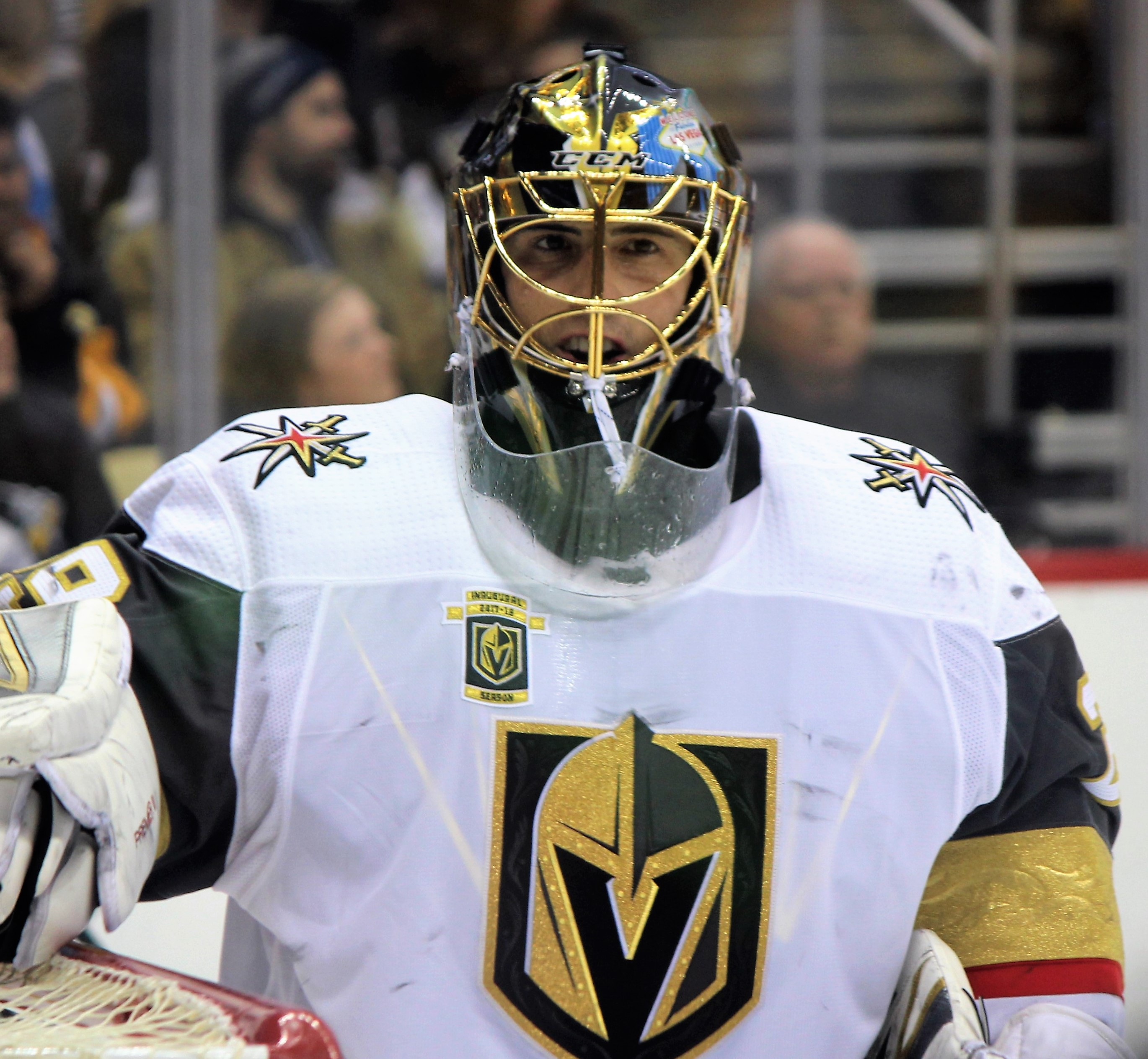
Marc-André Fleury

| Obrony (w %)                         | Obrony (w %) | GAA                       | GAA  | Shutouty                                                                                           | Shutouty | Zwycięstwa                | Zwycięstwa |
| ------------------------------------ | ------------ | ------------------------- | ---- | -------------------------------------------------------------------------------------------------- | -------- | ------------------------- | ---------- |
| Marc-André Fleury (VGK)              | .927         | Braden Holtby (WSH)       | 2.16 | Marc-André Fleury (VGK)                                                                            | 4        | Braden Holtby (WSH)       | 16         |
| Connor Hellebuyck (WPG)              | .922         | Marc-André Fleury (VGK)   | 2.24 | Pekka Rinne (NSH) Matt Murray (PIT) Braden Holtby (WSH) Martin Jones (SJS) Connor Hellebuyck (WPG) | 2        | Marc-André Fleury (VGK)   | 13         |
| Braden Holtby (WSH)                  | .922         | Connor Hellebuyck (WPG)   | 2.36 | Pekka Rinne (NSH) Matt Murray (PIT) Braden Holtby (WSH) Martin Jones (SJS) Connor Hellebuyck (WPG) | 2        | Andriej Wasilewskij (TBL) | 11         |
| Andriej Wasilewskij (TBL)            | .918         | Matt Murray (PIT)         | 2.43 | Pekka Rinne (NSH) Matt Murray (PIT) Braden Holtby (WSH) Martin Jones (SJS) Connor Hellebuyck (WPG) | 2        | Connor Hellebuyck (WPG)   | 9          |
| Matt Murray (PIT) Devan Dubnyk (MIN) | .908         | Andriej Wasilewskij (TBL) | 2.58 | Pekka Rinne (NSH) Matt Murray (PIT) Braden Holtby (WSH) Martin Jones (SJS) Connor Hellebuyck (WPG) | 2        | Pekka Rinne (NSH)         | 7          |

## Nagrody

### Nagrody drużynowe
| Nagroda | Nagroda                                                           | Drużyna                                                    |
| ------- | ----------------------------------------------------------------- | ---------------------------------------------------------- |
|         | Puchar Stanleya                                                   | Washington Capitals                                        |
|         | Clarence S. Campbell Bowl Najlepszy zespół Konferencji Zachodniej | Vegas Golden Knights \| \| \| \| \| \| V \| \| \| \| \| \| |
|         |                                                                   |                                                            |
|         | V                                                                 |                                                            |
|         |                                                                   |                                                            |

|  |   |  |
|  | V |  |
|  |   |  |

| Nagroda | Nagroda                                                        | Drużyna             |
| ------- | -------------------------------------------------------------- | ------------------- |
|         | Presidents' Trophy Najlepsza drużyna sezonu zasadniczego       | Nashville Predators |
|         | Prince of Wales Trophy Najlepszy zespół Konferencji Wschodniej | Washington Capitals |

### Nagrody indywidualne
| Nagroda | Nagroda                                                                                                 | Zawodnik | Zawodnik                                    |
| ------- | --- | -------- | ------------------------------------------- |
|         | Hart Memorial Trophy Najwartościowszy zawodnik (MVP) sezonu zasadniczego                                |          | Taylor Hall New Jersey Devils               |
|         | Maurice Richard Trophy Zdobywca największej ilości goli w sezonie zasadniczym                           |          | Aleksandr Owieczkin Washington Capitals     |
|         | Art Ross Memorial Trophy Zdobywca największej ilości punktów w sezonie zasadniczym                      |          | Connor McDavid Edmonton Oilers              |
|         | James Norris Memorial Trophy Najlepszy obrońca                                                          |          | Victor Hedman Tampa Bay Lightning           |
|         | Trofeum Vezina Najlepszy bramkarz                                                                       |          | Pekka Rinne Nashville Predators             |
|         | William M. Jennings Trophy Bramkarz, który puścił najmniejszą ilość goli rozgrywając minimum 25 spotkań |          | Jonathan Quick Los Angeles Kings            |
|         | Calder Memorial Trophy Najlepszy debiutant                                                              |          | Mathew Barzal New York Islanders            |
|         | Plus/Minus Award Zawodnik z najlepszą statystyką +/-                                                    |          | William Karlsson Vegas Golden Knights       |
|         | Jack Adams Award Trener roku                                                                            |          | Gerard Gallant Vegas Golden Knights         |
|         | Lady Byng Memorial Trophy Zawodnik łączący kulturę na boisku z wysokim poziomem sportowym               |          | William Karlsson Vegas Golden Knights       |
|         | King Clancy Memorial Trophy Przywódca na lodowisku i poza nim, ludzki dla członków swojego zespołu      |          | Henrik Sedin Daniel Sedin Vancouver Canucks |
|         | Bill Masterton Memorial Trophy Zawodnik wytrwały i pełen poświęcenia w grze                             |          | Brian Boyle New Jersey Devils               |
|         | Frank J. Selke Trophy Najlepszy napastnik defensywny                                                    |          | Anže Kopitar Los Angeles Kings              |
|         | Conn Smythe Trophy Najwartościowszy zawodnik (MVP) play-off                                             |          | Aleksander Owieczkin Washington Capitals    |

### Trzy gwiazdy miesiąca (NHL Three Stars of the Month)
| Miesiąc     | 1 | 1                                    | 2 | 2                                     | 3 | 3                                   |
| ----------- | - | ------------------------------------ | - | ------------------------------------- | - | ----------------------------------- |
| Październik |   | Steven Stamkos Tampa Bay Lightning   |   | Nikita Kuczerow Tampa Bay Lightning   |   | Jaden Schwartz St. Louis Blues      |
| Listopad    |   | Nathan MacKinnon Colorado Avalanche  |   | Frederik Andersen Toronto Maple Leafs |   | Brayden Schenn St. Louis Blues      |
| Grudzień    |   | Tuukka Rask Boston Bruins            |   | Josh Bailey New York Islanders        |   | Nikita Kuczerow Tampa Bay Lightning |
| Styczeń     |   | Jewgienij Małkin Pittsburgh Penguins |   | Patrice Bergeron Boston Bruins        |   | Jonathan Bernier Colorado Avalanche |
| Luty        |   | Eric Staal Minnesota Wild            |   | Jewgienij Małkin Pittsburgh Penguins  |   | Reilly Smith Vegas Golden Knights   |
| Marzec      |   | Connor McDavid Edmonton Oilers       |   | Brad Marchand Boston Bruins           |   | John Gibson Anaheim Ducks           |

### Trzy gwiazdy tygodnia (NHL Three Stars of the Week)
| Miesiąc     | Data                                                          | Data                                                      | Data                                                         | Data                                                                  | Data                                                     |
| ----------- | ------------------------------------------------------------- | --------------------------------------------------------- | ------------------------------------------------------------ | --------------------------------------------------------------------- | -------------------------------------------------------- |
| Październik | 4-8.10                                                        | 9-15.10                                                   | 16-22.10                                                     | 23-29.10                                                              |                                                          |
| Październik | 1. Aleksandr Owieczkin 2. Marc-André Fleury 3. Wayne Simmonds | 1. Nikolaj Ehlers 2. Auston Matthews 3. Nicklas Bäckström | 1. Steven Stamkos 2. Nikita Kuczerow 3. Logan Couture        | 1. John Tavares 2. Oscar Dansk 3. Jean-Gabriel Pageau                 |                                                          |
| Listopad    | 30.10-5.11                                                    | 6-12.11                                                   | 13-19.11                                                     | 20-26.11                                                              |                                                          |
| Listopad    | 1. Corey Crawford 2. Josh Bailey 3. Martin Jones              | 1. Jason Zucker 2. Nikita Kuczerow 3. Braden Holtby       | 1. Teuvo Teräväinen 2. Frederik Andersen 3. Nathan MacKinnon | 1. Jonathan Marchessault 2. Siergiej Bobrowski 3. Aleksandr Owieczkin |                                                          |
| Grudzień    | 27.11-3.12                                                    | 4-10.12                                                   | 11-17.12                                                     | 18-24.12                                                              | 25-31.12                                                 |
| Grudzień    | 1. Blake Wheeler 2. Carey Price 3. Radek Faksa                | 1. Brayden Schenn 2. Jake Allen 3. Brian Elliott          | 1. Patrick Kane 2. Brian Elliott 3. Josh Bailey              | 1. Tuukka Rask 2. Mathew Barzal 3. James Reimer                       | 1. Connor Hellebuyck 2. William Karlsson 3. David Backes |
| Styczeń     | 1-7.01                                                        | 8-14.01                                                   | 15-21.01                                                     | 22-28.01                                                              |                                                          |
| Styczeń     | 1. Patrice Bergeron 2. Jonathan Bernier 3. Sidney Crosby      | 1. Johnny Gaudreau 2. Mike Smith 3. Phil Kessel           | 1. Nathan MacKinnon 2. Connor Hellebuyck 3. Brad Marchand    | 1. Brock Boeser 2. Jack Eichel 3. Robin Lehner                        |                                                          |
| Luty        | 29.01-4.02                                                    | 5.02-11.02                                                | 12.02-18.02                                                  | 19.02-25.02                                                           |                                                          |
| Luty        | 1. Jewgienij Małkin 2. Harri Säteri 3. Reilly Smith           | 1. Claude Giroux 2. Johnny Gaudreau 3. Devan Dubnyk       | 1. Nico Hischier 2. Antti Raanta 3. Mark Scheifele           | 1. Eric Staal 2. Pekka Rinne 3. Ryan Getzlaf                          |                                                          |
| Marzec      | 26.02-4.03                                                    | 5.03-11.03                                                | 12.03-18.03                                                  | 19.03-25.03                                                           |                                                          |
| Marzec      | 1. Nathan MacKinnon 2. Patrik Laine 3. Aleksandr Barkov       | 1. Patrik Laine 2. Brad Marchand 3. Jewgienij Małkin      | 1. Alex Pietrangelo 2. Nathan MacKinnon 3. Curtis McElhinney | 1. Connor McDavid 2. Jake Allen 3. Kyle Connor                        |                                                          |
| Kwiecień    | 26.03-1.04                                                    | 2.04-8.04                                                 |                                                              |                                                                       |                                                          |
| Kwiecień    | 1. William Karlsson 2. Antti Raanta 3. Jack Eichel            | 1. Jamie Benn 2. Roberto Luongo 3. Claude Giroux          |                                                              |                                                                       |                                                          |